# 世界乒乓球錦標賽獎牌得主列表

## 夺冠代表队列表
| 届数           | 年份       | 主办地点           | 男子单打 （圣勃莱德杯） | 女子单打 （盖斯特杯） | 男子双打 （伊朗杯） | 女子双打 （波普杯） | 混合双打 （赫杜塞克杯） | 男子团体 （斯韦斯林杯） | 女子团体 （考比伦杯） |
| -------------- | ---------- | ------------------ | ----------------------- | --------------------- | ------------------- | ------------------- | ----------------------- | ----------------------- | --------------------- |
| 第1届          | 1926年     | 英國伦敦           | 匈牙利                  | 匈牙利                | 匈牙利              | 未设立              | 匈牙利                  | 匈牙利                  | 未设立                |
| 第2届          | 1928年     | 瑞典斯德哥尔摩     | 匈牙利                  | 匈牙利                | 奥地利              | 奥地利 · 匈牙利     | 匈牙利                  | 匈牙利                  | 未设立                |
| 第3届          | 1929年     | 匈牙利布达佩斯     | 英格兰                  | 匈牙利                | 匈牙利              | 魏瑪共和國          | 匈牙利                  | 匈牙利                  | 未设立                |
| 第4届          | 1930年     | 魏瑪共和國柏林     | 匈牙利                  | 匈牙利                | 匈牙利              | 匈牙利              | 匈牙利                  | 匈牙利                  | 未设立                |
| 第5届          | 1931年     | 匈牙利布达佩斯     | 匈牙利                  | 匈牙利                | 匈牙利              | 匈牙利              | 匈牙利                  | 匈牙利                  | 未设立                |
| 第6届          | 1932年     | 捷克斯洛伐克布拉格 | 匈牙利                  | 匈牙利                | 匈牙利              | 匈牙利              | 匈牙利                  | 捷克斯洛伐克            | 未设立                |
| 第7届          | 1933年1月  | 奥地利巴登         | 匈牙利                  | 匈牙利                | 匈牙利              | 匈牙利              | 匈牙利                  | 匈牙利                  | 未设立                |
| 第8届          | 1933年12月 | 法國巴黎           | 匈牙利                  | 捷克斯洛伐克          | 匈牙利              | 匈牙利              | 匈牙利                  | 匈牙利                  | 德国                  |
| 第9届          | 1935年     | 英國温布利         | 匈牙利                  | 捷克斯洛伐克          | 匈牙利              | 匈牙利              | 匈牙利                  | 匈牙利                  | 捷克斯洛伐克          |
| 第10届         | 1936年     | 捷克斯洛伐克布拉格 | 捷克斯洛伐克            | 美国                  | 美国                | 捷克斯洛伐克        | 捷克斯洛伐克            | 奥地利                  | 捷克斯洛伐克          |
| 第11届         | 1937年     | 奥地利巴登         | 英格兰                  | 未宣布                | 美国                | 捷克斯洛伐克        | 捷克斯洛伐克            | 美国                    | 美国                  |
| 第12届         | 1938年     | 英國温布利         | 捷克斯洛伐克            | 奥地利                | 美国                | 捷克斯洛伐克        | 匈牙利 · 英格兰         | 匈牙利                  | 捷克斯洛伐克          |
| 第13届         | 1939年     | 埃及开罗           | 英格兰                  | 捷克斯洛伐克          | 匈牙利 · 英格兰     | 納粹德國            | 捷克斯洛伐克            | 捷克斯洛伐克            | 納粹德國              |
| 第14届         | 1947年     | 法國巴黎           | 捷克斯洛伐克            | 匈牙利                | 捷克斯洛伐克        | 奥地利 · 匈牙利     | 匈牙利                  | 捷克斯洛伐克            | 英格兰                |
| 第15届         | 1948年     | 英國温布利         | 英格兰                  | 匈牙利                | 捷克斯洛伐克        | 英格兰              | 美国                    | 捷克斯洛伐克            | 英格兰                |
| 第16届         | 1949年     | 瑞典斯德哥尔摩     | 英格兰                  | 匈牙利                | 捷克斯洛伐克        | 苏格兰 · 匈牙利     | 匈牙利                  | 匈牙利                  | 美国                  |
| 第17届         | 1950年     | 匈牙利布达佩斯     | 英格兰                  | 羅馬尼亞              | 匈牙利              | 英格兰 · 苏格兰     | 匈牙利                  | 捷克斯洛伐克            | 羅馬尼亞              |
| 第18届         | 1951年     | 奥地利维也纳       | 英格兰                  | 羅馬尼亞              | 捷克斯洛伐克        | 英格兰              | 捷克斯洛伐克 · 羅馬尼亞 | 捷克斯洛伐克            | 羅馬尼亞              |
| 第19届         | 1952年     | 印度孟买           | 日本                    | 羅馬尼亞              | 日本                | 日本                | 匈牙利 · 羅馬尼亞       | 匈牙利                  | 日本                  |
| 第20届         | 1953年     | 羅馬尼亞布加勒斯特 | 匈牙利                  | 羅馬尼亞              | 匈牙利              | 羅馬尼亞 · 匈牙利   | 匈牙利 · 羅馬尼亞       | 英格兰                  | 羅馬尼亞              |
| 第21届         | 1954年     | 英國温布利         | 日本                    | 羅馬尼亞              | 南斯拉夫            | 英格兰              | 匈牙利 · 捷克斯洛伐克   | 日本                    | 日本                  |
| 第22届         | 1955年     | 荷蘭乌得勒支       | 日本                    | 羅馬尼亞              | 捷克斯洛伐克        | 羅馬尼亞            | 匈牙利                  | 日本                    | 羅馬尼亞              |
| 第23届         | 1956年     | 日本东京           | 日本                    | 日本                  | 日本                | 羅馬尼亞            | 美国                    | 日本                    | 羅馬尼亞              |
| 第24届         | 1957年     | 瑞典斯德哥尔摩     | 日本                    | 日本                  | 捷克斯洛伐克        | 匈牙利              | 日本                    | 日本                    | 日本                  |
| 第25届         | 1959年     | 西德多特蒙德       | 中国                    | 日本                  | 日本                | 日本                | 日本                    | 日本                    | 日本                  |
| 第26届         | 1961年     | 中国北京           | 中国                    | 中国                  | 日本                | 羅馬尼亞            | 日本                    | 中国                    | 日本                  |
| 第27届         | 1963年     | 捷克斯洛伐克布拉格 | 中国                    | 日本                  | 中国                | 日本                | 日本                    | 中国                    | 日本                  |
| 第28届         | 1965年     | 南斯拉夫卢布尔雅那 | 中国                    | 日本                  | 中国                | 中国                | 日本                    | 中国                    | 中国                  |
| 第29届         | 1967年     | 瑞典斯德哥尔摩     | 日本                    | 日本                  | 瑞典                | 日本                | 日本                    | 日本                    | 日本                  |
| 第30届         | 1969年     | 西德慕尼黑         | 日本                    | 日本                  | 瑞典                | 苏联                | 日本                    | 日本                    | 苏联                  |
| 第31届         | 1971年     | 日本名古屋         | 瑞典                    | 中国                  | 匈牙利              | 中国                | 中国                    | 中国                    | 日本                  |
| 第32届         | 1973年     | 南斯拉夫萨拉热窝   | 中国                    | 中国                  | 瑞典                | 羅馬尼亞 · 日本     | 中国                    | 瑞典                    |                       |
| 第33届         | 1975年     | 印度加尔各答       | 匈牙利                  |                       | 匈牙利              | 羅馬尼亞 · 日本     | 苏联                    | 中国                    | 中国                  |
| 第34届         | 1977年     | 英國伯明翰         | 日本                    |                       | 中国                | · 中国              | 法國                    | 中国                    | 中国                  |
| 第35届         | 1979年     | 平壤               | 日本                    | 中国                  | 南斯拉夫            | 中国                | 中国                    | 匈牙利                  | 中国                  |
| 第36届         | 1981年     | 南斯拉夫诺维萨德   | 中国                    | 中国                  | 中国                | 中国                | 中国                    | 中国                    | 中国                  |
| 第37届         | 1983年     | 日本东京           | 中国                    | 中国                  | 南斯拉夫            | 中国                | 中国                    | 中国                    | 中国                  |
| 第38届         | 1985年     | 瑞典哥德堡         | 中国                    | 中国                  | 瑞典                | 中国                | 中国                    | 中国                    | 中国                  |
| 第39届         | 1987年     | 印度新德里         | 中国                    | 中国                  | 中国                |                     | 中国                    | 中国                    | 中国                  |
| 第40届         | 1989年     | 西德多特蒙德       | 瑞典                    | 中国                  | 西德                | 中国                |                         | 瑞典                    | 中国                  |
| 第41届         | 1991年     | 日本千叶           | 瑞典                    | 中国                  | 瑞典                | 中国                | 中国                    | 瑞典                    | 朝鮮                  |
| 第42届         | 1993年     | 瑞典哥德堡         | 法國                    |                       | 中国                | 中国                | 中国                    | 瑞典                    | 中国                  |
| 第43届         | 1995年     | 中国天津           | 中国                    | 中国                  | 中国                | 中国                | 中国                    | 中国                    | 中国                  |
| 第44届         | 1997年     | 英國曼彻斯特       | 瑞典                    | 中国                  | 中国                | 中国                | 中国                    | 中国                    | 中国                  |
| 第45届（单项） | 1999年     | 荷蘭埃因霍温       | 中国                    | 中国                  | 中国                | 中国                | 中国                    | —                       | —                     |
| 第45届（团体） | 2000年     | 马来西亚吉隆坡     | —                       | —                     | —                   | —                   | —                       | 瑞典                    | 中国                  |
| 第46届         | 2001年     | 日本大阪           | 中国                    | 中国                  | 中国                | 中国                | 中国                    | 中国                    | 中国                  |
| 第47届（单项） | 2003年     | 法國巴黎           | 奥地利                  | 中国                  | 中国                | 中国                | 中国                    | —                       | —                     |
| 第47届（团体） | 2004年     | 多哈               | —                       | —                     | —                   | —                   | —                       | 中国                    | 中国                  |
| 第48届（单项） | 2005年     | 中国上海           | 中国                    | 中国                  | 中国                | 中国                | 中国                    | —                       | —                     |
| 第48届（团体） | 2006年     | 德国不莱梅         | —                       | —                     | —                   | —                   | —                       | 中国                    | 中国                  |
| 第49届（单项） | 2007年     | 萨格勒布           | 中国                    | 中国                  | 中国                | 中国                | 中国                    | —                       | —                     |
| 第49届（团体） | 2008年     | 中国广州           | —                       | —                     | —                   | —                   | —                       | 中国                    | 中国                  |
| 第50届（单项） | 2009年     | 日本横滨           | 中国                    | 中国                  | 中国                | 中国                | 中国                    | —                       | —                     |
| 第50届（团体） | 2010年     | 俄羅斯莫斯科       | —                       | —                     | —                   | —                   | —                       | 中国                    | 新加坡                |
| 第51届（单项） | 2011年     | 荷蘭鹿特丹         | 中国                    | 中国                  | 中国                | 中国                | 中国                    | —                       | —                     |
| 第51届（团体） | 2012年     | 德国多特蒙德       | —                       | —                     | —                   | —                   | —                       | 中国                    | 中国                  |
| 第52届（单项） | 2013年     | 法國巴黎           | 中国                    | 中国                  | 中華臺北            | 中国                |                         | —                       | —                     |
| 第52届（团体） | 2014年     | 日本东京           | —                       | —                     | —                   | —                   | —                       | 中国                    | 中国                  |
| 第53屆（單項） | 2015年     | 中国蘇州           | 中国                    | 中国                  | 中国                | 中国                | 中国 ·                  | —                       | —                     |
| 第53届（团体） | 2016年     | 马来西亚吉隆坡     | —                       | —                     | —                   | —                   | —                       | 中国                    | 中国                  |
| 第54屆（單項） | 2017年     | 德国杜塞爾多夫     | 中国                    | 中国                  | 中国                | 中国                | 日本                    | —                       | —                     |
| 第54届（团体） | 2018年     | 瑞典哈尔姆斯塔德   | —                       | —                     | —                   | —                   | —                       | 中国                    | 中国                  |
| 第55届（单项） | 2019年     | 匈牙利布达佩斯     | 中国                    | 中国                  | 中国                | 中国                | 中国                    | —                       | —                     |
| 第55届（团体） | 2020年     | 釜山               | 取消                    | 取消                  | 取消                | 取消                | 取消                    | 取消                    | 取消                  |
| 第56届（单项） | 2021年     | 美国休士頓         | 中国                    | 中国                  | 瑞典                | 中国                | 中国                    | —                       | —                     |
| 第56届（团体） | 2022年     | 中国成都           | —                       | —                     | —                   | —                   | —                       | 中国                    | 中国                  |
| 第57届（单项） | 2023年     | 南非德班           | 中国                    | 中国                  | 中国                | 中国                | 中国                    | —                       | —                     |
| 第57届（团体） | 2024年     | 釜山               | —                       | —                     | —                   | —                   | —                       | 中国                    | 中国                  |
| 第58届（单项） | 2025年     | 多哈               | 中国                    | 中国                  | 日本                | 中国                | 中国                    | —                       | —                     |
| 届数           | 年份       | 主办地点           | 男子单打 （圣勃莱德杯） | 女子单打 （盖斯特杯） | 男子双打 （伊朗杯） | 女子双打 （波普杯） | 混合双打 （赫杜塞克杯） | 男子团体 （斯韦斯林杯） | 女子团体 （考比伦杯） |

## 單項賽
以下列表為世界乒乓球錦標賽獎牌榜，包含男子單打、女子單打、男子雙打、女子雙打和混合雙打。

### 男子单打
| 届数                                  | 金牌                | 银牌                               | 铜牌                  |
| 第1届（1926年） · 英国伦敦            | 雅各比·罗兰         | 迈奇洛维奇·佐尔坦                  | M.弗林格              |
| 第1届（1926年） · 英国伦敦            | 雅各比·罗兰         | 迈奇洛维奇·佐尔坦                  | S.P.G.蘇白雅          |
| 第2届（1928年） · 瑞典斯德哥尔摩      | 迈奇洛维奇·佐尔坦   | 拜拉克·拉斯洛                      | 保罗·弗卢斯曼         |
| 第2届（1928年） · 瑞典斯德哥尔摩      | 迈奇洛维奇·佐尔坦   | 拜拉克·拉斯洛                      | 阿尔弗雷德·利布斯特尔 |
| 第3届（1929年） 匈牙利布达佩斯        | 弗雷德·佩里         | 绍鲍多什·米克洛什                  | A.海登                |
| 第3届（1929年） 匈牙利布达佩斯        | 弗雷德·佩里         | 绍鲍多什·米克洛什                  | 迈奇洛维奇·佐尔坦     |
| 第4届（1930年） · 德国柏林            | 鲍尔瑙·维克托       | 拜拉克·拉斯洛                      | 斯蒂芬·凯伦           |
| 第4届（1930年） · 德国柏林            | 鲍尔瑙·维克托       | 拜拉克·拉斯洛                      | 达维德·拉约什         |
| 第5届（1931年） 匈牙利布达佩斯        | 绍鲍多什·米克洛什   | 鲍尔瑙·维克托                      | F.科瓦茨              |
| 第5届（1931年） 匈牙利布达佩斯        | 绍鲍多什·米克洛什   | 鲍尔瑙·维克托                      | N.馬加洛古            |
| 第6届（1932年） · 捷克斯洛伐克布拉格  | 鲍尔瑙·维克托       | 绍鲍多什·米克洛什                  | E.科恩                |
| 第6届（1932年） · 捷克斯洛伐克布拉格  | 鲍尔瑙·维克托       | 绍鲍多什·米克洛什                  | I.鮑羅斯              |
| 第7届（1933年） · 奥地利巴登          | 鲍尔瑙·维克托       | 斯坦尼斯拉夫·科拉日                | 格隆茨·尚多尔         |
| 第7届（1933年） · 奥地利巴登          | 鲍尔瑙·维克托       | 斯坦尼斯拉夫·科拉日                | A.海登                |
| 第8届（1934年） · 法國巴黎            | 鲍尔瑙·维克托       | 拜拉克·拉斯洛                      | 绍鲍多什·米克洛什     |
| 第8届（1934年） · 法國巴黎            | 鲍尔瑙·维克托       | 拜拉克·拉斯洛                      | T.哈茲                |
| 第9届（1935年） · 英国温布利          | 鲍尔瑙·维克托       | 绍鲍多什·米克洛什                  | A.埃米利奇            |
| 第9届（1935年） · 英国温布利          | 鲍尔瑙·维克托       | 绍鲍多什·米克洛什                  | E.科恩                |
| 第10届（1936年） · 捷克斯洛伐克布拉格 | 斯坦尼斯拉夫·科拉日 | A.埃米利奇                         | 理查德·伯格曼         |
| 第10届（1936年） · 捷克斯洛伐克布拉格 | 斯坦尼斯拉夫·科拉日 | A.埃米利奇                         | 绍什·费伦茨           |
| 第11届（1937年） · 奥地利巴登         | 理查德·伯格曼       | A.埃米利奇                         | 绍什·费伦茨           |
| 第11届（1937年） · 奥地利巴登         | 理查德·伯格曼       | A.埃米利奇                         | H.海丁格              |
| 第12届（1938年） · 英国温布利         | 博胡米尔·瓦尼亚     | 理查德·伯格曼                      | 鲍尔瑙·维克托         |
| 第12届（1938年） · 英国温布利         | 博胡米尔·瓦尼亚     | 理查德·伯格曼                      | T.哈茲                |
| 第13届（1939年） · 埃及开罗           | 理查德·伯格曼       | A.埃米利奇                         | 博胡米尔·瓦尼亚       |
| 第13届（1939年） · 埃及开罗           | 理查德·伯格曼       | A.埃米利奇                         | Z.杜利納              |
| 第14届（1947年） · 法國巴黎           | 博胡米尔·瓦尼亚     | 西多·费伦茨                        | J.李奇                |
| 第14届（1947年） · 法國巴黎           | 博胡米尔·瓦尼亚     | 西多·费伦茨                        | L.帕格里亞諾          |
| 第15届（1948年） · 英国温布利         | 理查德·伯格曼       | 博胡米尔·瓦尼亚                    | G.阿莫里提            |
| 第15届（1948年） · 英国温布利         | 理查德·伯格曼       | 博胡米尔·瓦尼亚                    | 伊万·安德烈亚迪斯     |
| 第16届（1949年） · 瑞典斯德哥尔摩     | J.李奇              | 博胡米尔·瓦尼亚                    | 绍什·费伦茨           |
| 第16届（1949年） · 瑞典斯德哥尔摩     | J.李奇              | 博胡米尔·瓦尼亚                    | M.賴斯曼              |
| 第17届（1950年） 匈牙利布达佩斯       | 理查德·伯格曼       | 绍什·费伦茨                        | 伊万·安德烈亚迪斯     |
| 第17届（1950年） 匈牙利布达佩斯       | 理查德·伯格曼       | 绍什·费伦茨                        | 西多·费伦茨           |
| 第18届（1951年） · 奥地利维也纳       | J.李奇              | 伊万·安德烈亚迪斯                  | 西多·费伦茨           |
| 第18届（1951年） · 奥地利维也纳       | J.李奇              | 伊万·安德烈亚迪斯                  | V.特雷巴              |
| 第19届（1952年） · 印度孟买           | 佐藤博治            | 科齐安·约瑟夫                      | G.阿莫里提            |
| 第19届（1952年） · 印度孟买           | 佐藤博治            | 科齐安·约瑟夫                      | R.羅斯夫特            |
| 第20届（1953年） · 羅馬尼亞布加勒斯特 | 西多·费伦茨         | 伊万·安德烈亚迪斯                  | 科齐安·约瑟夫         |
| 第20届（1953年） · 羅馬尼亞布加勒斯特 | 西多·费伦茨         | 伊万·安德烈亚迪斯                  | L.斯蒂佩克            |
| 第21届（1954年） · 英国温布利         | 荻村伊智朗          | T.弗里斯博格                       | 伊万·安德烈亚迪斯     |
| 第21届（1954年） · 英国温布利         | 荻村伊智朗          | T.弗里斯博格                       | 理查德·伯格曼         |
| 第22届（1955年） · 荷蘭乌得勒支       | 田中利明            | Z.杜利納                           | 西多·费伦茨           |
| 第22届（1955年） · 荷蘭乌得勒支       | 田中利明            | Z.杜利納                           | S.卡費羅              |
| 第23届（1956年） · 日本东京           | 荻村伊智朗          | 田中利明                           | 野平孝雄              |
| 第23届（1956年） · 日本东京           | 荻村伊智朗          | 田中利明                           | 富田芳雄              |
| 第24届（1957年） · 瑞典斯德哥尔摩     | 田中利明            | 荻村伊智朗                         | 伊万·安德烈亚迪斯     |
| 第24届（1957年） · 瑞典斯德哥尔摩     | 田中利明            | 荻村伊智朗                         | H.施耐德              |
| 第25届（1959年） · 西德多特蒙德       | 容国团              | 西多·费伦茨                        | 荻村伊智朗            |
| 第25届（1959年） · 西德多特蒙德       | 容国团              | 西多·费伦茨                        | L.邁爾斯              |
| 第26届（1961年） · 中国北京           | 庄则栋              | 李富榮                             | 張燮林                |
| 第26届（1961年） · 中国北京           | 庄则栋              | 李富榮                             | 徐寅生                |
| 第27届（1963年） · 捷克斯洛伐克布拉格 | 庄则栋              | 李富榮                             | 張燮林                |
| 第27届（1963年） · 捷克斯洛伐克布拉格 | 庄则栋              | 李富榮                             | 王志良                |
| 第28届（1965年） · 南斯拉夫卢布尔雅那 | 庄则栋              | 李富榮                             | 周兰荪                |
| 第28届（1965年） · 南斯拉夫卢布尔雅那 | 庄则栋              | 李富榮                             | E.紹勒爾              |
| 第29届（1967年） · 瑞典斯德哥尔摩     | 长谷川信彦          | 河野滿                             | 木村興治              |
| 第29届（1967年） · 瑞典斯德哥尔摩     | 长谷川信彦          | 河野滿                             | E.紹勒爾              |
| 第30届（1969年） · 西德慕尼黑         | 伊藤繁雄            | E.紹勒爾                           | 田阪登紀夫            |
| 第30届（1969年） · 西德慕尼黑         | 伊藤繁雄            | E.紹勒爾                           | 笠井賢二              |
| 第31届（1971年） · 日本名古屋         | 斯特兰·本格森       | 伊藤繁雄                           | 德拉古廷·舒尔贝克     |
| 第31届（1971年） · 日本名古屋         | 斯特兰·本格森       | 伊藤繁雄                           | 郗恩庭                |
| 第32届（1973年） · 南斯拉夫萨拉热窝   | 郗恩庭              | 謝爾·約翰松                        | A.斯蒂潘契奇          |
| 第32届（1973年） · 南斯拉夫萨拉热窝   | 郗恩庭              | 謝爾·約翰松                        | 德拉古廷·舒尔贝克     |
| 第33届（1975年） · 印度加尔各答       | 约尼尔·伊什特万     | A.斯蒂潘契奇                       | 河野滿                |
| 第33届（1975年） · 印度加尔各答       | 约尼尔·伊什特万     | A.斯蒂潘契奇                       | 高島規郎              |
| 第34届（1977年） · 英国伯明翰         | 河野满              | 郭躍華                             | 梁戈亮                |
| 第34届（1977年） · 英国伯明翰         | 河野满              | 郭躍華                             | 黃亮                  |
| 第35届（1979年） · 平壤               | 小野诚治            | 郭躍華                             | 梁戈亮                |
| 第35届（1979年） · 平壤               | 小野诚治            | 郭躍華                             | 李振恃                |
| 第36届（1981年） · 南斯拉夫诺维萨德   | 郭跃华              | 蔡振華                             | 斯特兰·本格森         |
| 第36届（1981年） · 南斯拉夫诺维萨德   | 郭跃华              | 蔡振華                             | 德拉古廷·舒尔贝克     |
| 第37届（1983年） · 日本东京           | 郭跃华              | 蔡振華                             | 江嘉良                |
| 第37届（1983年） · 日本东京           | 郭跃华              | 蔡振華                             | 王會元                |
| 第38届（1985年） · 瑞典哥德堡         | 江嘉良              | 陳龍燦                             | 騰義                  |
| 第38届（1985年） · 瑞典哥德堡         | 江嘉良              | 陳龍燦                             | 盧傳淞                |
| 第39届（1987年） · 印度新德里         | 江嘉良              | 扬·奥韦·瓦尔德内尔                 | 陳龍燦                |
| 第39届（1987年） · 印度新德里         | 江嘉良              | 扬·奥韦·瓦尔德内尔                 | 騰義                  |
| 第40届（1989年） · 西德多特蒙德       | 扬·奥韦·瓦尔德内尔  | 约尔根·佩尔森                      | 于沈潼                |
| 第40届（1989年） · 西德多特蒙德       | 扬·奥韦·瓦尔德内尔  | 约尔根·佩尔森                      | 安杰伊·格鲁巴         |
| 第41届（1991年） · 日本千叶           | 约尔根·佩尔森       | 扬·奥韦·瓦尔德内尔                 | 馬文革                |
| 第41届（1991年） · 日本千叶           | 约尔根·佩尔森       | 扬·奥韦·瓦尔德内尔                 | 金澤洙                |
| 第42届（1993年） · 瑞典哥德堡         | 让-菲利普·盖亭      | 讓-米歇爾·塞弗                     | 佐兰·普里莫拉茨       |
| 第42届（1993年） · 瑞典哥德堡         | 让-菲利普·盖亭      | 讓-米歇爾·塞弗                     | 扬·奥韦·瓦尔德内尔    |
| 第43届（1995年） · 中国天津           | 孔令辉              | 劉國梁                             | 丁松                  |
| 第43届（1995年） · 中国天津           | 孔令辉              | 劉國梁                             | 王濤                  |
| 第44届（1997年） · 英国曼彻斯特       | 扬·奥韦·瓦尔德内尔  | 弗拉基米尔·维克托罗维奇·萨姆索诺夫 | 閻森                  |
| 第44届（1997年） · 英国曼彻斯特       | 扬·奥韦·瓦尔德内尔  | 弗拉基米尔·维克托罗维奇·萨姆索诺夫 | 孔令輝                |
| 第45届（1999年） · 荷蘭埃因霍温       | 刘国梁              | 馬琳                               | 施拉格                |
| 第45届（1999年） · 荷蘭埃因霍温       | 刘国梁              | 馬琳                               | 扬·奥韦·瓦尔德内尔    |
| 第46届（2001年） · 日本大阪           | 王励勤              | 孔令輝                             | 馬琳                  |
| 第46届（2001年） · 日本大阪           | 王励勤              | 孔令輝                             | 蔣澎龍                |
| 第47届（2003年） · 法國巴黎           | 施拉格              | 朱世赫                             | 孔令輝                |
| 第47届（2003年） · 法國巴黎           | 施拉格              | 朱世赫                             | 格林卡                |
| 第48届（2005年） · 中国上海           | 王励勤              | 馬琳                               | 米凱爾·梅茲           |
| 第48届（2005年） · 中国上海           | 王励勤              | 馬琳                               | 吳尚垠                |
| 第49届（2007年） · 薩格勒布           | 王励勤              | 馬琳                               | 王皓                  |
| 第49届（2007年） · 薩格勒布           | 王励勤              | 馬琳                               | 柳承敏                |
| 第50届（2009年） · 日本横滨           | 王皓                | 王励勤                             | 馬琳                  |
| 第50届（2009年） · 日本横滨           | 王皓                | 王励勤                             | 馬龍                  |
| 第51届（2011年） · 荷蘭鹿特丹         | 張繼科              | 王皓                               | 馬龍                  |
| 第51届（2011年） · 荷蘭鹿特丹         | 張繼科              | 王皓                               | 波爾                  |
| 第52届（2013年） · 法國巴黎           | 張繼科              | 王皓                               | 许昕                  |
| 第52届（2013年） · 法國巴黎           | 張繼科              | 王皓                               | 馬龍                  |
| 第53屆（2015年） · 中国蘇州           | 馬龍                | 方博                               | 樊振東                |
| 第53屆（2015年） · 中国蘇州           | 馬龍                | 方博                               | 張繼科                |
| 第54屆（2017年） · 德国杜塞爾多夫     | 馬龍                | 樊振東                             | 许昕                  |
| 第54屆（2017年） · 德国杜塞爾多夫     | 馬龍                | 樊振東                             | 李相秀                |
| 第55屆（2019年） · 匈牙利布達佩斯     | 馬龍                | 马蒂亚斯·法尔克                    | 梁靖崑                |
| 第55屆（2019年） · 匈牙利布達佩斯     | 馬龍                | 马蒂亚斯·法尔克                    | 安宰賢                |
| 第56屆（2021年） · 美国休斯敦         | 樊振东              | 特魯爾斯·莫雷加德                  | 梁靖崑                |
| 第56屆（2021年） · 美国休斯敦         | 樊振东              | 特魯爾斯·莫雷加德                  | 蒂莫·波尔             |
| 第57屆（2023年） · 南非德班           | 樊振东              | 王楚钦                             | 梁靖崑                |
| 第57屆（2023年） · 南非德班           | 樊振东              | 王楚钦                             | 马龙                  |
| 第58屆（2025年） · 多哈               | 王楚欽              | 雨果·卡爾德拉諾                    | 梁靖崑                |
| 第58屆（2025年） · 多哈               | 王楚欽              | 雨果·卡爾德拉諾                    | 特鲁斯·莫雷加德       |

### 女子单打
| 届数                                  | 金牌                  | 银牌                  | 铜牌                  |
| 第1届（1926年） · 英格兰伦敦          | 迈德年斯基·玛丽亚     | D.埃文斯              | A.福路斯曼            |
| 第1届（1926年） · 英格兰伦敦          | 迈德年斯基·玛丽亚     | D.埃文斯              | W.蘭德                |
| 第2届（1928年） · 瑞典斯德哥尔摩      | 迈德年斯基·玛丽亚     | E.梅茨格              | D.埃文斯              |
| 第2届（1928年） · 瑞典斯德哥尔摩      | 迈德年斯基·玛丽亚     | E.梅茨格              | J.英格瑞姆            |
| 第3届（1929年） · 匈牙利布达佩斯      | 迈德年斯基·玛丽亚     | T.威爾戴姆            | 希波什·安娜           |
| 第3届（1929年） · 匈牙利布达佩斯      | 迈德年斯基·玛丽亚     | T.威爾戴姆            | M.嘎爾                |
| 第4届（1930年） · 德国柏林            | 迈德年斯基·玛丽亚     | 希波什·安娜           | T.威爾戴姆            |
| 第4届（1930年） · 德国柏林            | 迈德年斯基·玛丽亚     | 希波什·安娜           | J.科爾貝              |
| 第5届（1931年） · 匈牙利布达佩斯      | 迈德年斯基·玛丽亚     | M.魯斯托              | M.嘎爾                |
| 第5届（1931年） · 匈牙利布达佩斯      | 迈德年斯基·玛丽亚     | M.魯斯托              | 希波什·安娜           |
| 第6届（1932年） · 捷克斯洛伐克布拉格  | 希波什·安娜           | 迈德年斯基·玛丽亚     | M.嘎爾                |
| 第6届（1932年） · 捷克斯洛伐克布拉格  | 希波什·安娜           | 迈德年斯基·玛丽亚     | M.斯米多娃            |
| 第7届（1933年） · 奥地利巴登          | 希波什·安娜           | 迈德年斯基·玛丽亚     | M.嘎爾                |
| 第7届（1933年） · 奥地利巴登          | 希波什·安娜           | 迈德年斯基·玛丽亚     | A.霍博姆              |
| 第8届（1934年） · 法國巴黎            | 玛丽·克特内罗娃       | A.霍博姆              | M.嘎爾                |
| 第8届（1934年） · 法國巴黎            | 玛丽·克特内罗娃       | A.霍博姆              | D.艾米丁              |
| 第9届（1935年） · 英国温布利          | 玛丽·克特内罗娃       | M.嘎爾                | M.斯米多娃            |
| 第9届（1935年） · 英国温布利          | 玛丽·克特内罗娃       | M.嘎爾                | M.德拉庫爾            |
| 第10届（1936年） · 捷克斯洛伐克布拉格 | 露丝·阿伦斯           | A.霍博姆              | M.凱特納羅娃          |
| 第10届（1936年） · 捷克斯洛伐克布拉格 | 露丝·阿伦斯           | A.霍博姆              | M.斯米多娃            |
| 第11届（1937年） · 奥地利巴登         | 未宣布                | 未宣布                | 未宣布                |
| 第12届（1938年） · 英国温布利         | 格特鲁德·普里齐       | 弗拉斯塔·德佩特里索娃 | V.沃特魯德科娃        |
| 第12届（1938年） · 英国温布利         | 格特鲁德·普里齐       | 弗拉斯塔·德佩特里索娃 | B.亨利                |
| 第13届（1939年） · 埃及开罗           | 弗拉斯塔·德佩特里索娃 | 格特鲁德·普里齐       | M.凱特納羅娃          |
| 第13届（1939年） · 埃及开罗           | 弗拉斯塔·德佩特里索娃 | 格特鲁德·普里齐       | S.納西                |
| 第14届（1947年） · 法國巴黎           | 福尔考什·吉泽尔洛     | E.布雷克博恩          | 格特鲁德·普里齐       |
| 第14届（1947年） · 法國巴黎           | 福尔考什·吉泽尔洛     | E.布雷克博恩          | V.托馬斯              |
| 第15届（1948年） · 英国温布利         | 福尔考什·吉泽尔洛     | V.托馬斯              | 弗拉斯塔·德佩特里索娃 |
| 第15届（1948年） · 英国温布利         | 福尔考什·吉泽尔洛     | V.托馬斯              | 安杰莉卡·罗泽亚努     |
| 第16届（1949年） · 瑞典斯德哥尔摩     | 福尔考什·吉泽尔洛     | K.赫魯什科娃          | 格特鲁德·普里齐       |
| 第16届（1949年） · 瑞典斯德哥尔摩     | 福尔考什·吉泽尔洛     | K.赫魯什科娃          | T.索爾                |
| 第17届（1950年） 匈牙利布达佩斯       | 安杰莉卡·罗泽亚努     | 福尔考什·吉泽尔洛     | L.卡帕提              |
| 第17届（1950年） 匈牙利布达佩斯       | 安杰莉卡·罗泽亚努     | 福尔考什·吉泽尔洛     | S.科洛斯瓦里          |
| 第18届（1951年） · 奥地利维也纳       | 安杰莉卡·罗泽亚努     | 福尔考什·吉泽尔洛     | L.紐伯格              |
| 第18届（1951年） · 奥地利维也纳       | 安杰莉卡·罗泽亚努     | 福尔考什·吉泽尔洛     | 格特鲁德·普里齐       |
| 第19届（1952年） · 印度孟买           | 安杰莉卡·罗泽亚努     | 福尔考什·吉泽尔洛     | L.羅薩林              |
| 第19届（1952年） · 印度孟买           | 安杰莉卡·罗泽亚努     | 福尔考什·吉泽尔洛     | E.盧姆普勒            |
| 第20届（1953年） · 羅馬尼亞布加勒斯特 | 安杰莉卡·罗泽亚努     | 福尔考什·吉泽尔洛     | L.羅薩林              |
| 第20届（1953年） · 羅馬尼亞布加勒斯特 | 安杰莉卡·罗泽亚努     | 福尔考什·吉泽尔洛     | R.戴安尼              |
| 第21届（1954年） · 英国温布利         | 安杰莉卡·罗泽亚努     | 田中良子              | 江口富士枝            |
| 第21届（1954年） · 英国温布利         | 安杰莉卡·罗泽亚努     | 田中良子              | 科齐安·埃娃           |
| 第22届（1955年） · 荷蘭乌得勒支       | 安杰莉卡·罗泽亚努     | E.盧姆普勒            | 渡邊妃生子            |
| 第22届（1955年） · 荷蘭乌得勒支       | 安杰莉卡·罗泽亚努     | E.盧姆普勒            | 科齐安·埃娃           |
| 第23届（1956年） · 日本东京           | 大川富                | 渡邊妃生子            | E.澤勒尔              |
| 第23届（1956年） · 日本东京           | 大川富                | 渡邊妃生子            | 江口富士枝            |
| 第24届（1957年） · 瑞典斯德哥尔摩     | 江口富士枝            | 安·海登               | 渡邊妃生子            |
| 第24届（1957年） · 瑞典斯德哥尔摩     | 江口富士枝            | 安·海登               | E.澤勒尔              |
| 第25届（1959年） · 西德多特蒙德       | 松崎君代              | 江口富士枝            | 邱鐘惠                |
| 第25届（1959年） · 西德多特蒙德       | 松崎君代              | 江口富士枝            | 科齐安·埃娃           |
| 第26届（1961年） · 中国北京           | 邱钟惠                | 科齐安·埃娃           | 松崎君代              |
| 第26届（1961年） · 中国北京           | 邱钟惠                | 科齐安·埃娃           | 王健                  |
| 第27届（1963年） · 捷克斯洛伐克布拉格 | 松崎君代              | 瑪麗亞·亞歷山德魯     | 孫梅英                |
| 第27届（1963年） · 捷克斯洛伐克布拉格 | 松崎君代              | 瑪麗亞·亞歷山德魯     | E.澤勒尔              |
| 第28届（1965年） · 南斯拉夫卢布尔雅那 | 深津尚子              | 林慧卿                | 山中教子              |
| 第28届（1965年） · 南斯拉夫卢布尔雅那 | 深津尚子              | 林慧卿                | 李莉                  |
| 第29届（1967年） · 瑞典斯德哥尔摩     | 森泽幸子              | 深津尚子              | 山中教子              |
| 第29届（1967年） · 瑞典斯德哥尔摩     | 森泽幸子              | 深津尚子              | 佐婭·魯德諾娃         |
| 第30届（1969年） · 西德慕尼黑         | 小和田敏子            | G.蓋斯勒              | 瑪麗亞·亞歷山德魯     |
| 第30届（1969年） · 西德慕尼黑         | 小和田敏子            | G.蓋斯勒              | 濱田美穗              |
| 第31届（1971年） · 日本名古屋         | 林慧卿                | 鄭敏之                | 李莉                  |
| 第31届（1971年） · 日本名古屋         | 林慧卿                | 鄭敏之                | I.沃斯托娃            |
| 第32届（1973年） · 南斯拉夫萨拉热窝   | 胡玉兰                | A.格羅福娃            | 張立                  |
| 第32届（1973年） · 南斯拉夫萨拉热窝   | 胡玉兰                | A.格羅福娃            | 朴美罗                |
| 第33届（1975年） · 印度加尔各答       | 朴英顺                | 張立                  | T.費爾德曼            |
| 第33届（1975年） · 印度加尔各答       | 朴英顺                | 張立                  | 葛新愛                |
| 第34届（1977年） · 英国伯明翰         | 朴英顺                | 張立                  | 張德英                |
| 第34届（1977年） · 英国伯明翰         | 朴英顺                | 張立                  | 葛新愛                |
| 第35届（1979年） · 平壤               | 葛新爱                | 李松淑                | 張德英                |
| 第35届（1979年） · 平壤               | 葛新爱                | 李松淑                | 童玲                  |
| 第36届（1981年） · 南斯拉夫诺维萨德   | 童玲                  | 曹燕華                | 李壽子                |
| 第36届（1981年） · 南斯拉夫诺维萨德   | 童玲                  | 曹燕華                | 張德英                |
| 第37届（1983年） · 日本东京           | 曹燕华                | 梁英子                | 齊寶香                |
| 第37届（1983年） · 日本东京           | 曹燕华                | 梁英子                | 黃俊群                |
| 第38届（1985年） · 瑞典哥德堡         | 曹燕华                | 耿麗娟                | 齊寶香                |
| 第38届（1985年） · 瑞典哥德堡         | 曹燕华                | 耿麗娟                | 戴麗麗                |
| 第39届（1987年） · 印度新德里         | 何智丽                | 梁英子                | 管建華                |
| 第39届（1987年） · 印度新德里         | 何智丽                | 梁英子                | 戴麗麗                |
| 第40届（1989年） · 西德多特蒙德       | 乔红                  | 李粉姬                | 玄靜和                |
| 第40届（1989年） · 西德多特蒙德       | 乔红                  | 李粉姬                | 陳靜                  |
| 第41届（1991年） · 日本千叶           | 邓亚萍                | 李粉姬                | 陳丹蕾                |
| 第41届（1991年） · 日本千叶           | 邓亚萍                | 李粉姬                | 喬紅                  |
| 第42届（1993年） · 瑞典哥德堡         | 玄静和                | 陳靜                  | 奥蒂莉亚·巴蒂斯库     |
| 第42届（1993年） · 瑞典哥德堡         | 玄静和                | 陳靜                  | 高軍                  |
| 第43届（1995年） · 中国天津           | 邓亚萍                | 喬紅                  | 劉偉                  |
| 第43届（1995年） · 中国天津           | 邓亚萍                | 喬紅                  | 喬雲萍                |
| 第44届（1997年） · 英国曼彻斯特       | 邓亚萍                | 王楠                  | 李菊                  |
| 第44届（1997年） · 英国曼彻斯特       | 邓亚萍                | 王楠                  | 鄔娜                  |
| 第45届（1999年） · 荷蘭埃因霍温       | 王楠                  | 张怡宁                | 李楠                  |
| 第45届（1999年） · 荷蘭埃因霍温       | 王楠                  | 张怡宁                | 柳智惠                |
| 第46届（2001年） · 日本大阪           | 王楠                  | 林菱                  | 张怡宁                |
| 第46届（2001年） · 日本大阪           | 王楠                  | 林菱                  | 金雲美                |
| 第47届（2003年） · 法國巴黎           | 王楠                  | 张怡宁                | 李菊                  |
| 第47届（2003年） · 法國巴黎           | 王楠                  | 张怡宁                | 塔瑪拉·博羅什         |
| 第48届（2005年） · 中国上海           | 张怡宁                | 郭焱                  | 林菱                  |
| 第48届（2005年） · 中国上海           | 张怡宁                | 郭焱                  | 郭跃                  |
| 第49届（2007年） · 薩格勒布           | 郭跃                  | 李曉霞                | 张怡宁                |
| 第49届（2007年） · 薩格勒布           | 郭跃                  | 李曉霞                | 郭焱                  |
| 第50届（2009年） · 日本横滨           | 张怡宁                | 郭跃                  | 李曉霞                |
| 第50届（2009年） · 日本横滨           | 张怡宁                | 郭跃                  | 劉詩雯                |
| 第51届（2011年） · 荷蘭鹿特丹         | 丁寧                  | 李曉霞                | 郭躍                  |
| 第51届（2011年） · 荷蘭鹿特丹         | 丁寧                  | 李曉霞                | 劉詩雯                |
| 第52届（2013年） · 法國巴黎           | 李曉霞                | 劉詩雯                | 朱雨玲                |
| 第52届（2013年） · 法國巴黎           | 李曉霞                | 劉詩雯                | 丁寧                  |
| 第53届（2015年） · 中国蘇州           | 丁寧                  | 劉詩雯                | 木子                  |
| 第53届（2015年） · 中国蘇州           | 丁寧                  | 劉詩雯                | 李曉霞                |
| 第54届（2017年） · 德国杜塞爾多夫     | 丁寧                  | 朱雨玲                | 平野美宇              |
| 第54届（2017年） · 德国杜塞爾多夫     | 丁寧                  | 朱雨玲                | 劉詩雯                |
| 第55届（2019年） · 匈牙利布達佩斯     | 劉詩雯                | 陳夢                  | 丁寧                  |
| 第55届（2019年） · 匈牙利布達佩斯     | 劉詩雯                | 陳夢                  | 王曼昱                |
| 第56屆（2021年） · 美国休斯敦         | 王曼昱                | 孫穎莎                | 陈梦                  |
| 第56屆（2021年） · 美国休斯敦         | 王曼昱                | 孫穎莎                | 王艺迪                |
| 第57屆（2023年） · 南非德班           | 孙颖莎                | 陈梦                  | 早田希娜              |
| 第57屆（2023年） · 南非德班           | 孙颖莎                | 陈梦                  | 陈幸同                |
| 第58屆（2025年） · 多哈               | 孫穎莎                | 王曼昱                | 陳幸同                |
| 第58屆（2025年） · 多哈               | 孫穎莎                | 王曼昱                | 伊藤美誠              |

### 男子双打
| 届数                                  | 金牌                              | 银牌                                               | 铜牌                                               |
| 第1届（1926年） · 英国伦敦            | 雅各比·罗兰 佩奇·达尼埃尔         | 迈奇洛维奇·佐尔坦 凯尔林·贝洛                      | 保罗·弗卢斯曼 M.弗林格                             |
| 第1届（1926年） · 英国伦敦            | 雅各比·罗兰 佩奇·达尼埃尔         | 迈奇洛维奇·佐尔坦 凯尔林·贝洛                      | H.佩尼 C.莫斯福德                                  |
| 第2届（1928年） · 瑞典斯德哥尔摩      | A.李布斯特 R.图姆                 | 弗雷德·佩里 C.布爾                                 | 拜拉克·拉斯洛 格隆茨·尚多尔                        |
| 第2届（1928年） · 瑞典斯德哥尔摩      | A.李布斯特 R.图姆                 | 弗雷德·佩里 C.布爾                                 | 雅各比·罗兰 迈奇洛维奇·佐尔坦                      |
| 第3届（1929年） · 匈牙利布达佩斯      | 鲍尔瑙·维克托 绍鲍多什·米克洛什   | 拜拉克·拉斯洛 格隆茨·尚多尔                        | 弗雷德·佩里 C.布爾                                 |
| 第3届（1929年） · 匈牙利布达佩斯      | 鲍尔瑙·维克托 绍鲍多什·米克洛什   | 拜拉克·拉斯洛 格隆茨·尚多尔                        | I.里蒂 G.塞澤戈蒂                                  |
| 第4届（1930年） · 德国柏林            | 鲍尔瑙·维克托 绍鲍多什·米克洛什   | A.李布斯特 R.图姆                                  | 拜拉克·拉斯洛 格隆茨·尚多尔                        |
| 第4届（1930年） · 德国柏林            | 鲍尔瑙·维克托 绍鲍多什·米克洛什   | A.李布斯特 R.图姆                                  | H.尼爾森 V.科莫丁                                  |
| 第5届（1931年） · 匈牙利布达佩斯      | 鲍尔瑙·维克托 绍鲍多什·米克洛什   | 达维德·拉约什 斯蒂芬·凯伦                          | M.費赫爾 A.李布斯特                                |
| 第5届（1931年） · 匈牙利布达佩斯      | 鲍尔瑙·维克托 绍鲍多什·米克洛什   | 达维德·拉约什 斯蒂芬·凯伦                          | K.斯沃伯達 J.路德巴茨                              |
| 第6届（1932年） · 捷克斯洛伐克布拉格  | 鲍尔瑙·维克托 绍鲍多什·米克洛什   | 拜拉克·拉斯洛 格隆茨·尚多尔                        | D.瓊斯 C.布爾                                      |
| 第6届（1932年） · 捷克斯洛伐克布拉格  | 鲍尔瑙·维克托 绍鲍多什·米克洛什   | 拜拉克·拉斯洛 格隆茨·尚多尔                        | I.鮑羅斯 T.哈茲                                    |
| 第7届（1933年） · 奥地利巴登          | 鲍尔瑙·维克托 格隆茨·尚多尔       | 达维德·拉约什 斯蒂芬·凯伦                          | E.科恩 M.費赫爾                                    |
| 第7届（1933年） · 奥地利巴登          | 鲍尔瑙·维克托 格隆茨·尚多尔       | 达维德·拉约什 斯蒂芬·凯伦                          | 保罗·弗卢斯曼 A.李布斯特                           |
| 第8届（1934年） · 法國巴黎            | 鲍尔瑙·维克托 绍鲍多什·米克洛什   | T.哈茲 格隆茨·尚多尔                               | M.哈姆爾 E.科恩                                    |
| 第8届（1934年） · 法國巴黎            | 鲍尔瑙·维克托 绍鲍多什·米克洛什   | T.哈茲 格隆茨·尚多尔                               | I.鮑羅斯 B.奈特萊                                  |
| 第9届（1935年） · 英国温布利          | 鲍尔瑙·维克托 绍鲍多什·米克洛什   | A.海登 A.李布斯特                                  | R.貝多克 D.蓋琳                                    |
| 第9届（1935年） · 英国温布利          | 鲍尔瑙·维克托 绍鲍多什·米克洛什   | A.海登 A.李布斯特                                  | 拜拉克·拉斯洛 斯蒂芬·凯伦                          |
| 第10届（1936年） · 捷克斯洛伐克布拉格 | R.G.布拉特纳 J.H.麦克卢尔         | S.科拉爾 O.貝特里塞克                              | 绍什·费伦茨 T.哈茲                                 |
| 第10届（1936年） · 捷克斯洛伐克布拉格 | R.G.布拉特纳 J.H.麦克卢尔         | S.科拉爾 O.貝特里塞克                              | A.斯拉爾 K.費拉施耐爾                              |
| 第11届（1937年） · 奥地利巴登         | R.G.布拉特纳 J.H.麦克卢尔         | 理查德·伯格曼 H.加博爾                             | A.斯拉爾 M.哈姆爾                                  |
| 第11届（1937年） · 奥地利巴登         | R.G.布拉特纳 J.H.麦克卢尔         | 理查德·伯格曼 H.加博爾                             | V.特雷巴 F.H.佩維克                                |
| 第12届（1938年） · 英国温布利         | J.H.麦克卢尔 S.希夫               | 鲍尔瑙·维克托 拜拉克·拉斯洛                        | V.特雷巴 S.科拉爾                                  |
| 第12届（1938年） · 英国温布利         | J.H.麦克卢尔 S.希夫               | 鲍尔瑙·维克托 拜拉克·拉斯洛                        | E.費里貝 H.洛里                                    |
| 第13届（1939年） · 埃及开罗           | 鲍尔瑙·维克托 理查德·伯格曼       | M.哈姆爾 J.塔塔科維                                | J.海德 H.洛里                                      |
| 第13届（1939年） · 埃及开罗           | 鲍尔瑙·维克托 理查德·伯格曼       | M.哈姆爾 J.塔塔科維                                | R.貝多克 M.豪格納爾                                |
| 第14届（1947年） · 法國巴黎           | A.斯拉尔 博胡米尔·瓦尼亚          | J.李奇 J.加林頓                                    | 鲍尔瑙·维克托 A.海登                               |
| 第14届（1947年） · 法國巴黎           | A.斯拉尔 博胡米尔·瓦尼亚          | J.李奇 J.加林頓                                    | V.特雷巴 L.斯蒂佩克                                |
| 第15届（1948年） · 英国温布利         | L.斯蒂佩克 博胡米尔·瓦尼亚        | A.海登 绍什·费伦茨                                 | 鲍尔瑙·维克托 理查德·伯格曼                        |
| 第15届（1948年） · 英国温布利         | L.斯蒂佩克 博胡米尔·瓦尼亚        | A.海登 绍什·费伦茨                                 | H.貝德納 H.文斯奇                                  |
| 第16届（1949年） · 瑞典斯德哥尔摩     | 伊万·安德烈亚迪斯 F.托卡尔        | L.斯蒂佩克 博胡米尔·瓦尼亚                         | L.邁爾斯 D.考蘭德                                  |
| 第16届（1949年） · 瑞典斯德哥尔摩     | 伊万·安德烈亚迪斯 F.托卡尔        | L.斯蒂佩克 博胡米尔·瓦尼亚                         | T.弗里斯博格 理查德·伯格曼                         |
| 第17届（1950年） 匈牙利布达佩斯       | 西多·费伦茨 绍什·费伦茨           | 伊万·安德烈亚迪斯 F.托卡爾                         | L.斯蒂佩克 博胡米尔·瓦尼亚                         |
| 第17届（1950年） 匈牙利布达佩斯       | 西多·费伦茨 绍什·费伦茨           | 伊万·安德烈亚迪斯 F.托卡爾                         | V.特雷巴 J.托諾維斯基                              |
| 第18届（1951年） · 奥地利维也纳       | 伊万·安德烈亚迪斯 博胡米尔·瓦尼亚 | 科齐安·约瑟夫 西多·费伦茨                          | J.李奇 J.加林頓                                    |
| 第18届（1951年） · 奥地利维也纳       | 伊万·安德烈亚迪斯 博胡米尔·瓦尼亚 | 科齐安·约瑟夫 西多·费伦茨                          | L.斯蒂佩克 F.托卡爾                                |
| 第19届（1952年） · 印度孟买           | 藤井则和 林忠明                   | J.李奇 理查德·伯格曼                               | 鲍尔瑙·维克托 A.海登                               |
| 第19届（1952年） · 印度孟买           | 藤井则和 林忠明                   | J.李奇 理查德·伯格曼                               | M.賴斯曼 D.考蘭德                                  |
| 第20届（1953年） · 羅馬尼亞布加勒斯特 | 西多·费伦茨 科齐安·约瑟夫         | J.李奇 理查德·伯格曼                               | 鲍尔瑙·维克托 A.海登                               |
| 第20届（1953年） · 羅馬尼亞布加勒斯特 | 西多·费伦茨 科齐安·约瑟夫         | J.李奇 理查德·伯格曼                               | 伊万·安德烈亚迪斯 博胡米尔·瓦尼亚                  |
| 第21届（1954年） · 英国温布利         | 扎尔科·多利纳尔 维利姆·哈兰戈佐   | 鲍尔瑙·维克托 M.豪格納爾                           | 荻村伊智朗 富田芳雄                                |
| 第21届（1954年） · 英国温布利         | 扎尔科·多利纳尔 维利姆·哈兰戈佐   | 鲍尔瑙·维克托 M.豪格納爾                           | V.特雷巴 A.斯拉爾                                  |
| 第22届（1955年） · 荷蘭乌得勒支       | 伊万·安德烈亚迪斯 L.斯蒂佩克      | 扎尔科·多利纳尔 维利姆·哈兰戈佐                    | 西多·费伦茨 科齐安·约瑟夫                          |
| 第22届（1955年） · 荷蘭乌得勒支       | 伊万·安德烈亚迪斯 L.斯蒂佩克      | 扎尔科·多利纳尔 维利姆·哈兰戈佐                    | 荻村伊智朗 富田芳雄                                |
| 第23届（1956年） · 日本东京           | 荻村伊智朗 富田芳雄               | 伊万·安德烈亚迪斯 L.斯蒂佩克                       | 田中利明 角田啓輔                                  |
| 第23届（1956年） · 日本东京           | 荻村伊智朗 富田芳雄               | 伊万·安德烈亚迪斯 L.斯蒂佩克                       | V.特雷巴 L.維納諾夫斯基                            |
| 第24届（1957年） · 瑞典斯德哥尔摩     | 伊万·安德烈亚迪斯 L.斯蒂佩克      | 荻村伊智朗 田中利明                                | 角田啓輔 宮田俊彦                                  |
| 第24届（1957年） · 瑞典斯德哥尔摩     | 伊万·安德烈亚迪斯 L.斯蒂佩克      | 荻村伊智朗 田中利明                                | 西多·费伦茨 E.格拉維爾                             |
| 第25届（1959年） · 西德多特蒙德       | 荻村伊智朗 村上辉夫               | L.斯蒂佩克 L.維納諾夫斯基                          | Z.貝拉奇克 L.佛爾蒂                                |
| 第25届（1959年） · 西德多特蒙德       | 荻村伊智朗 村上辉夫               | L.斯蒂佩克 L.維納諾夫斯基                          | H.阿爾塞 A.拉克爾                                  |
| 第26届（1961年） · 中国北京           | 星野展弥 木村兴治                 | Z.貝拉奇克 西多·费伦茨                             | 莊則棟 李富榮                                      |
| 第26届（1961年） · 中国北京           | 星野展弥 木村兴治                 | Z.貝拉奇克 西多·费伦茨                             | 周蘭蓀 王家聲                                      |
| 第27届（1963年） · 捷克斯洛伐克布拉格 | 张燮林 王志良                     | 庄则栋 徐寅生                                      | 李富榮 王家聲                                      |
| 第27届（1963年） · 捷克斯洛伐克布拉格 | 张燮林 王志良                     | 庄则栋 徐寅生                                      | 三木圭一 小中健                                    |
| 第28届（1965年） · 南斯拉夫卢布尔雅那 | 庄则栋 徐寅生                     | 张燮林 王志良                                      | 周蘭蓀 余長春                                      |
| 第28届（1965年） · 南斯拉夫卢布尔雅那 | 庄则栋 徐寅生                     | 张燮林 王志良                                      | 李富榮 王家聲                                      |
| 第29届（1967年） · 瑞典斯德哥尔摩     | 漢斯·阿爾塞爾 謝爾·約翰松         | A.阿米林 G.H.戈莫茲科夫                            | 長谷川信彦 河野満                                  |
| 第29届（1967年） · 瑞典斯德哥尔摩     | 漢斯·阿爾塞爾 謝爾·約翰松         | A.阿米林 G.H.戈莫茲科夫                            | J.斯坦內克 V.米科                                  |
| 第30届（1969年） · 西德慕尼黑         | 漢斯·阿爾塞爾 謝爾·約翰松         | 長谷川信彦 田阪登紀夫                              | 河野満 伊藤繁雄                                    |
| 第30届（1969年） · 西德慕尼黑         | 漢斯·阿爾塞爾 謝爾·約翰松         | 長谷川信彦 田阪登紀夫                              | A.阿米林 G.H.戈莫茲科夫                            |
| 第31届（1971年） · 日本名古屋         | 克兰帕尔·蒂博尔 约尼尔·伊什特万   | 庄则栋 梁戈亮                                      | 今野裕二郎 阿部勝幸                                |
| 第31届（1971年） · 日本名古屋         | 克兰帕尔·蒂博尔 约尼尔·伊什特万   | 庄则栋 梁戈亮                                      | 長谷川信彦 田阪登紀夫                              |
| 第32届（1973年） · 南斯拉夫萨拉热窝   | 斯特兰·本格森 謝爾·約翰松         | 克兰帕尔·蒂博尔 约尼尔·伊什特万                    | J.賽克雷坦 J.康斯坦特                              |
| 第32届（1973年） · 南斯拉夫萨拉热窝   | 斯特兰·本格森 謝爾·約翰松         | 克兰帕尔·蒂博尔 约尼尔·伊什特万                    | D.舒尔贝克 A.斯蒂潘契奇                            |
| 第33届（1975年） · 印度加尔各答       | 约尼尔·伊什特万 盖尔盖伊·加博尔   | D.舒尔贝克 A.斯蒂潘契奇                            | J.賽克雷坦 J.康斯坦特                              |
| 第33届（1975年） · 印度加尔各答       | 约尼尔·伊什特万 盖尔盖伊·加博尔   | D.舒尔贝克 A.斯蒂潘契奇                            | 伊藤繁雄 阿部勝幸                                  |
| 第34届（1977年） · 英国伯明翰         | 梁戈亮 李振恃                     | 陸元盛 黃亮                                        | D.舒尔贝克 A.斯蒂潘契奇                            |
| 第34届（1977年） · 英国伯明翰         | 梁戈亮 李振恃                     | 陸元盛 黃亮                                        | 斯特兰·本格森 謝爾·約翰松                          |
| 第35届（1979年） · 平壤               | D.舒尔贝克 安通·斯蒂潘契奇        | 克兰帕尔·蒂博尔 约尼尔·伊什特万                    | 梁戈亮 郭躍華                                      |
| 第35届（1979年） · 平壤               | D.舒尔贝克 安通·斯蒂潘契奇        | 克兰帕尔·蒂博尔 约尼尔·伊什特万                    | 李振恃 王會元                                      |
| 第36届（1981年） · 南斯拉夫诺维萨德   | 李振恃 蔡振华                     | 郭躍華 謝賽克                                      | D.舒尔贝克 A.斯蒂潘契奇                            |
| 第36届（1981年） · 南斯拉夫诺维萨德   | 李振恃 蔡振华                     | 郭躍華 謝賽克                                      | J.賽克雷坦 P.比洛奇                                |
| 第37届（1983年） · 日本东京           | D.舒尔贝克 Z.卡列尼茨             | 江嘉良 謝賽克                                      | 王會元 楊玉華                                      |
| 第37届（1983年） · 日本东京           | D.舒尔贝克 Z.卡列尼茨             | 江嘉良 謝賽克                                      | 小野誠治 阿部博幸                                  |
| 第38届（1985年） · 瑞典哥德堡         | 米克尔·阿佩伊伦 U.卡尔松          | J.潘斯基 M.奧洛夫斯基                              | 江嘉良 蔡振華                                      |
| 第38届（1985年） · 瑞典哥德堡         | 米克尔·阿佩伊伦 U.卡尔松          | J.潘斯基 M.奧洛夫斯基                              | 范長茂 何志文                                      |
| 第39届（1987年） · 印度新德里         | 陈龙灿 韦晴光                     | 伊利亚·卢普莱斯库 佐兰·普里莫拉茨                  | 安宰亨 劉南奎                                      |
| 第39届（1987年） · 印度新德里         | 陈龙灿 韦晴光                     | 伊利亚·卢普莱斯库 佐兰·普里莫拉茨                  | 安杰伊·格鲁巴 L.庫哈爾斯基                         |
| 第40届（1989年） · 西德多特蒙德       | 约尔格·罗斯科普夫 斯特芬·费茨纳   | Z.卡列尼茨 L.庫哈爾斯基                            | 陳龍燦 韋晴光                                      |
| 第40届（1989年） · 西德多特蒙德       | 约尔格·罗斯科普夫 斯特芬·费茨纳   | Z.卡列尼茨 L.庫哈爾斯基                            | 滕義 惠均                                          |
| 第41届（1991年） · 日本千叶           | 彼得·卡尔松 托马斯·冯·舍          | 王涛 吕林                                          | 约尔根·佩尔森 埃里克·林德                          |
| 第41届（1991年） · 日本千叶           | 彼得·卡尔松 托马斯·冯·舍          | 王涛 吕林                                          | A.馬祖諾夫 D.馬祖諾夫                              |
| 第42届（1993年） · 瑞典哥德堡         | 王涛 吕林                         | 馬文革 張雷                                        | 林志剛 劉國梁                                      |
| 第42届（1993年） · 瑞典哥德堡         | 王涛 吕林                         | 馬文革 張雷                                        | 劉南奎 金擇洙                                      |
| 第43届（1995年） · 中国天津           | 王涛 吕林                         | 弗拉基米尔·维克托罗维奇·萨姆索诺夫 佐兰·普里莫拉茨 | 林志剛 劉國梁                                      |
| 第43届（1995年） · 中国天津           | 王涛 吕林                         | 弗拉基米尔·维克托罗维奇·萨姆索诺夫 佐兰·普里莫拉茨 | 让-菲利普·盖亭 达米安·埃洛瓦                       |
| 第44届（1997年） · 英国曼彻斯特       | 孔令辉 刘国梁                     | 约尔根·佩尔森 扬·奥韦·瓦尔德内尔                   | 让-菲利普·盖亭 达米安·埃洛瓦                       |
| 第44届（1997年） · 英国曼彻斯特       | 孔令辉 刘国梁                     | 约尔根·佩尔森 扬·奥韦·瓦尔德内尔                   | 松下浩二 涩谷浩                                    |
| 第45届（1999年） · 荷蘭埃因霍温       | 孔令辉 刘国梁                     | 王励勤 阎森                                        | 弗拉基米尔·维克托罗维奇·萨姆索诺夫 佐兰·普里莫拉茨 |
| 第45届（1999年） · 荷蘭埃因霍温       | 孔令辉 刘国梁                     | 王励勤 阎森                                        | 金擇洙 朴相俊                                      |
| 第46届（2001年） · 日本大阪           | 王励勤 阎森                       | 孔令辉 刘国梁                                      | 蔣澎龍 張雁書                                      |
| 第46届（2001年） · 日本大阪           | 王励勤 阎森                       | 孔令辉 刘国梁                                      | 金擇洙 吳尚垠                                      |
| 第47届（2003年） · 法國巴黎           | 王励勤 阎森                       | 孔令辉 王皓                                        | 馬琳 秦志戩                                        |
| 第47届（2003年） · 法國巴黎           | 王励勤 阎森                       | 孔令辉 王皓                                        | 金擇洙 吳尚垠                                      |
| 第48届（2005年） · 中国上海           | 孔令辉 王皓                       | 蒂莫·波尔 克里斯蒂安·苏斯                          | 馬琳 陈玘                                          |
| 第48届（2005年） · 中国上海           | 孔令辉 王皓                       | 蒂莫·波尔 克里斯蒂安·苏斯                          | 王励勤 阎森                                        |
| 第49届（2007年） · 薩格勒布           | 馬琳 陈玘                         | 王励勤 王皓                                        | 李靜 高禮澤                                        |
| 第49届（2007年） · 薩格勒布           | 馬琳 陈玘                         | 王励勤 王皓                                        | 蔣澎龍 張雁書                                      |
| 第50届（2009年） · 日本横滨           | 陈玘 王皓                         | 馬龍 許昕                                          | 郝帥 張繼科                                        |
| 第50届（2009年） · 日本横滨           | 陈玘 王皓                         | 馬龍 許昕                                          | 水谷隼 岸川聖也                                    |
| 第51届（2011年） · 荷蘭鹿特丹         | 馬龍 許昕                         | 馬琳 陈玘                                          | 王皓 張繼科                                        |
| 第51届（2011年） · 荷蘭鹿特丹         | 馬龍 許昕                         | 馬琳 陈玘                                          | 郑荣植 金珉锡                                      |
| 第52届（2013年） · 法國巴黎           | 莊智淵 陳建安                     | 馬琳 郝帥                                          | 王勵勤 周雨                                        |
| 第52届（2013年） · 法國巴黎           | 莊智淵 陳建安                     | 馬琳 郝帥                                          | 水谷隼 岸川聖也                                    |
| 第53届（2015年） · 中国蘇州           | 許昕 張繼科                       | 樊振東 周雨                                        | 李相秀 徐賢德                                      |
| 第53届（2015年） · 中国蘇州           | 許昕 張繼科                       | 樊振東 周雨                                        | 松平健太 丹羽孝希                                  |
| 第54届（2017年） · 德国杜塞爾多夫     | 樊振東 許昕                       | 森薗政崇 大島祐哉                                  | 鄭榮植 李相秀                                      |
| 第54届（2017年） · 德国杜塞爾多夫     | 樊振東 許昕                       | 森薗政崇 大島祐哉                                  | 丹羽孝希 吉村真晴                                  |
| 第55届（2019年） · 匈牙利布達佩斯     | 馬龍 王楚欽                       | 奥维迪乌·伊奥内斯库 阿尔瓦罗·罗夫莱斯              | 蒂亞哥·阿波羅尼亞 若奧·蒙泰羅                      |
| 第55届（2019年） · 匈牙利布達佩斯     | 馬龍 王楚欽                       | 奥维迪乌·伊奥内斯库 阿尔瓦罗·罗夫莱斯              | 梁靖崑 林高遠                                      |
| 第56屆（2021年） · 美国休斯敦         | 马蒂亚斯·法尔克 克里斯蒂安·卡尔松 | 張禹珍 林钟勋                                      | 梁靖崑 林高遠                                      |
| 第56屆（2021年） · 美国休斯敦         | 马蒂亚斯·法尔克 克里斯蒂安·卡尔松 | 張禹珍 林钟勋                                      | 宇田幸矢 户上隼辅                                  |
| 第57屆（2023年） · 南非德班           | 樊振东 王楚钦                     | 林钟勋 张禹珍                                      | 李相秀 赵大成                                      |
| 第57屆（2023年） · 南非德班           | 樊振东 王楚钦                     | 林钟勋 张禹珍                                      | 迪米特里·奧恰洛夫 派翠克·法蘭茲卡                  |
| 第58屆（2025年） · 多哈               | 戶上隼輔 篠塚大登                 | 林昀儒 高承睿                                      | 亚历克西斯·勒布伦 费利克斯·勒布伦                  |
| 第58屆（2025年） · 多哈               | 戶上隼輔 篠塚大登                 | 林昀儒 高承睿                                      | 弗洛里安·布尔拉萨德 埃斯泰邦·多爾                  |

### 女子双打
| 届数                                  | 金牌                                 | 银牌                                 | 铜牌                                |
| 第1届（1926年） · 英国伦敦            | 未设立                               | 未设立                               | 未设立                              |
| 第2届（1928年） · 瑞典斯德哥尔摩      | 迈德年斯基·玛丽亚 F.弗拉姆           | D.埃文斯 B.薩默維爾                  |                                     |
| 第2届（1928年） · 瑞典斯德哥尔摩      | 迈德年斯基·玛丽亚 F.弗拉姆           | D.埃文斯 B.薩默維爾                  | J.英格曼 W.蘭德                     |
| 第3届（1929年） · 匈牙利布达佩斯      | E.梅茨格 M.魯斯托                    | F.弗拉姆 G.威爾戴姆                  | 迈德年斯基·玛丽亚 希波什·安娜       |
| 第3届（1929年） · 匈牙利布达佩斯      | E.梅茨格 M.魯斯托                    | F.弗拉姆 G.威爾戴姆                  | I.扎達 M.嘎爾                       |
| 第4届（1930年） · 德国柏林            | 迈德年斯基·玛丽亚 希波什·安娜        | M.科瓦洛米 M.嘎爾                    | J.科爾貝 E.諾伊曼                   |
| 第4届（1930年） · 德国柏林            | 迈德年斯基·玛丽亚 希波什·安娜        | M.科瓦洛米 M.嘎爾                    | H.萊澤 G.威爾戴姆                   |
| 第5届（1931年） · 匈牙利布达佩斯      | 迈德年斯基·玛丽亚 希波什·安娜        | L.T.特內爾 M.嘎爾                    | H.萊澤 L.福爾巴茨                   |
| 第5届（1931年） · 匈牙利布达佩斯      | 迈德年斯基·玛丽亚 希波什·安娜        | L.T.特內爾 M.嘎爾                    | M.魯斯托 M.斯米多娃                 |
| 第6届（1932年） · 捷克斯洛伐克布拉格  | 迈德年斯基·玛丽亚 希波什·安娜        | A.布拉諾娃 M.斯米多娃                | A.F.丹克爾 M.嘎爾                   |
| 第6届（1932年） · 捷克斯洛伐克布拉格  | 迈德年斯基·玛丽亚 希波什·安娜        | A.布拉諾娃 M.斯米多娃                | V.帕拉斯科娃 B.澤多貝尼卡           |
| 第7届（1933年） · 奥地利巴登          | 迈德年斯基·玛丽亚 希波什·安娜        | E.拉茨 M.嘎爾                        | A.舒爾茨 A.F.丹克爾                 |
| 第7届（1933年） · 奥地利巴登          | 迈德年斯基·玛丽亚 希波什·安娜        | E.拉茨 M.嘎爾                        | M.瓦爾特諾娃 J.威瑟斯卡             |
| 第8届（1934年） · 法國巴黎            | 迈德年斯基·玛丽亚 希波什·安娜        | A.F.丹克爾 A.霍博姆                  | H.布斯曼 M.嘎爾                     |
| 第8届（1934年） · 法國巴黎            | 迈德年斯基·玛丽亚 希波什·安娜        | A.F.丹克爾 A.霍博姆                  | M.斯米多娃 玛丽·克特内罗娃          |
| 第9届（1935年） · 英国温布利          | 迈德年斯基·玛丽亚 希波什·安娜        | M.斯米多娃 玛丽·克特内罗娃           | A.霍博姆 A.F.丹克爾                 |
| 第9届（1935年） · 英国温布利          | 迈德年斯基·玛丽亚 希波什·安娜        | M.斯米多娃 玛丽·克特内罗娃           | L.布克爾 H.布斯曼                   |
| 第10届（1936年） · 捷克斯洛伐克布拉格 | 玛丽·克特内罗娃 A.斯米多娃           | 弗拉斯塔·德佩特里索娃 V.沃特鲁布科娃 | 迈德年斯基·玛丽亚 M.嘎爾            |
| 第10届（1936年） · 捷克斯洛伐克布拉格 | 玛丽·克特内罗娃 A.斯米多娃           | 弗拉斯塔·德佩特里索娃 V.沃特鲁布科娃 | L.阿龍斯 J.普爾維斯                 |
| 第11届（1937年） · 奥地利巴登         | 弗拉斯塔·德佩特里索娃 V.沃特鲁布科娃 | M.K.奧斯博內 W.海德                  | A.舒爾茨 玛丽·克特内罗娃            |
| 第11届（1937年） · 奥地利巴登         | 弗拉斯塔·德佩特里索娃 V.沃特鲁布科娃 | M.K.奧斯博內 W.海德                  | L.菲爾勒 L.休金斯                   |
| 第12届（1938年） · 英国温布利         | 弗拉斯塔·德佩特里索娃 V.沃特鲁布科娃 | D.伯雷吉 I.弗蘭科茲                  | M.K.奧斯博內 D.喬丹                 |
| 第12届（1938年） · 英国温布利         | 弗拉斯塔·德佩特里索娃 V.沃特鲁布科娃 | D.伯雷吉 I.弗蘭科茲                  | D.艾米丁 P.侯基金遜                 |
| 第13届（1939年） · 埃及开罗           | H.布斯曼 格特鲁德·普里齐             | S.S.科洛斯瓦茨 安杰莉卡·罗泽亚努     | V.沃特鲁布科娃 玛丽·克特内罗娃      |
| 第13届（1939年） · 埃及开罗           | H.布斯曼 格特鲁德·普里齐             | S.S.科洛斯瓦茨 安杰莉卡·罗泽亚努     | 弗拉斯塔·德佩特里索娃 S.纳西        |
| 第14届（1947年） · 法國巴黎           | 福尔考什·吉泽尔洛 格特鲁德·普里齐    | M.克勞澤 M.蒙尼斯                    | D.維尼斯 J.沃特爾                   |
| 第14届（1947年） · 法國巴黎           | 福尔考什·吉泽尔洛 格特鲁德·普里齐    | M.克勞澤 M.蒙尼斯                    | L.紐博格 D.豪森                     |
| 第15届（1948年） · 英国温布利         | M.弗兰克斯 V.S.托马斯                | D.伯雷吉 H.埃利奧特                  | T.索爾 L.紐博格                     |
| 第15届（1948年） · 英国温布利         | M.弗兰克斯 V.S.托马斯                | D.伯雷吉 H.埃利奧特                  | A.弗勒爾 I.萊特爾                   |
| 第16届（1949年） · 瑞典斯德哥尔摩     | H.埃利奥特 福尔考什·吉泽尔洛         | L.巴內斯 J.考斯貝                    | R.卡帕蒂 E.梅茨                     |
| 第16届（1949年） · 瑞典斯德哥尔摩     | H.埃利奥特 福尔考什·吉泽尔洛         | L.巴內斯 J.考斯貝                    | I.科塔克娃 E.K.弗斯托娃             |
| 第17届（1950年） 匈牙利布达佩斯       | D.博勒奇 H.埃利奥特                  | 安杰莉卡·罗泽亚努 福尔考什·吉泽尔洛  | E.K.弗斯托娃 K.赫魯什科娃           |
| 第17届（1950年） 匈牙利布达佩斯       | D.博勒奇 H.埃利奥特                  | 安杰莉卡·罗泽亚努 福尔考什·吉泽尔洛  | M.弗蘭克斯 V.托馬斯                 |
| 第18届（1951年） · 奥地利维也纳       | R.戴安尼 R.罗萨林                    | S.S.科洛斯瓦茨 安杰莉卡·罗泽亚努     | R.卡帕蒂 福尔考什·吉泽尔洛          |
| 第18届（1951年） · 奥地利维也纳       | R.戴安尼 R.罗萨林                    | S.S.科洛斯瓦茨 安杰莉卡·罗泽亚努     | P.伊茨科夫 L.紐博格                 |
| 第19届（1952年） · 印度孟买           | 西村登美江 楢原静                    | R.戴安尼 R.罗萨林                    | E.薩基 福尔考什·吉泽尔洛            |
| 第19届（1952年） · 印度孟买           | 西村登美江 楢原静                    | R.戴安尼 R.罗萨林                    | E.盧姆普勒 H.埃利奧特               |
| 第20届（1953年） · 羅馬尼亞布加勒斯特 | 福尔考什·吉泽尔洛 安杰莉卡·罗泽亚努  | R.戴安尼 R.罗萨林                    | E.薩基 Z.J.弗蘭茨                   |
| 第20届（1953年） · 羅馬尼亞布加勒斯特 | 福尔考什·吉泽尔洛 安杰莉卡·罗泽亚努  | R.戴安尼 R.罗萨林                    | E.盧姆普勒 K.T.貝斯特               |
| 第21届（1954年） · 英国温布利         | R.戴安尼 R.罗萨林                    | 安·海登 K.T.貝斯特                   | 渡邊妃生子 江口富士枝               |
| 第21届（1954年） · 英国温布利         | R.戴安尼 R.罗萨林                    | 安·海登 K.T.貝斯特                   | 福尔考什·吉泽尔洛 安杰莉卡·罗泽亚努 |
| 第22届（1955年） · 荷蘭乌得勒支       | 安杰莉卡·罗泽亚努 E.泽勒尔           | R.戴安尼 R.罗萨林                    | 田中良子 楢原静                     |
| 第22届（1955年） · 荷蘭乌得勒支       | 安杰莉卡·罗泽亚努 E.泽勒尔           | R.戴安尼 R.罗萨林                    | 渡邊妃生子 江口富士枝               |
| 第23届（1956年） · 日本东京           | 安杰莉卡·罗泽亚努 E.泽勒尔           | 渡邊妃生子 江口富士枝                | 田中良子 大川富                     |
| 第23届（1956年） · 日本东京           | 安杰莉卡·罗泽亚努 E.泽勒尔           | 渡邊妃生子 江口富士枝                | R.戴安尼 安·海登                    |
| 第24届（1957年） · 瑞典斯德哥尔摩     | L.莫沙奇 A.西蒙                      | R.戴安尼 安·海登                     | 安杰莉卡·罗泽亚努 E.泽勒尔          |
| 第24届（1957年） · 瑞典斯德哥尔摩     | L.莫沙奇 A.西蒙                      | R.戴安尼 安·海登                     | 瑪麗亞·亞歷山德魯 H.埃利奧特        |
| 第25届（1959年） · 西德多特蒙德       | 难波多惠子 山泉和子                  | 松崎君代 江口富士枝                  | 孫梅英 邱鐘惠                       |
| 第25届（1959年） · 西德多特蒙德       | 难波多惠子 山泉和子                  | 松崎君代 江口富士枝                  | R.戴安尼 安·海登                    |
| 第26届（1961年） · 中国北京           | 瑪麗亞·亞歷山德魯 杰奥尔杰塔·皮蒂卡  | 孫梅英 邱鐘惠                        | 胡克明 王健                         |
| 第26届（1961年） · 中国北京           | 瑪麗亞·亞歷山德魯 杰奥尔杰塔·皮蒂卡  | 孫梅英 邱鐘惠                        | 梁麗珍 韓玉珍                       |
| 第27届（1963年） · 捷克斯洛伐克布拉格 | 松崎君代 关正子                      | R.戴安尼 玛丽·香农                   | 山中教子 伊藤和子                   |
| 第27届（1963年） · 捷克斯洛伐克布拉格 | 松崎君代 关正子                      | R.戴安尼 玛丽·香农                   | 邱鐘惠 王健                         |
| 第28届（1965年） · 南斯拉夫卢布尔雅那 | 林慧卿 郑敏之                        | 山中教子 关正子                      | 李莉 馮夢雅                         |
| 第28届（1965年） · 南斯拉夫卢布尔雅那 | 林慧卿 郑敏之                        | 山中教子 关正子                      | 梁麗珍 李赫男                       |
| 第29届（1967年） · 瑞典斯德哥尔摩     | 广田佐枝子 森泽幸子                  | 山中教子 深津尚子                    | S.格林貝耶娃 佐婭·魯德諾娃          |
| 第29届（1967年） · 瑞典斯德哥尔摩     | 广田佐枝子 森泽幸子                  | 山中教子 深津尚子                    | E.尤里克 科齐安·埃娃                |
| 第30届（1969年） · 西德慕尼黑         | S.格林貝耶娃 佐婭·魯德諾娃           | 瑪麗亞·亞歷山德魯 E.米哈爾卡         | 崔正淑 崔丸煥                       |
| 第30届（1969年） · 西德慕尼黑         | S.格林貝耶娃 佐婭·魯德諾娃           | 瑪麗亞·亞歷山德魯 E.米哈爾卡         | J.卡林科娃 I.沃斯托娃               |
| 第31届（1971年） · 日本名古屋         | 林慧卿 郑敏之                        | 平野美恵子 阪本礼子                  | 大関行江 濱田美穗                   |
| 第31届（1971年） · 日本名古屋         | 林慧卿 郑敏之                        | 平野美恵子 阪本礼子                  | 小堀世津子 川守田幸子               |
| 第32届（1973年） · 南斯拉夫萨拉热窝   | 瑪麗亞·亞歷山德魯 濱田美穗           | 仇宝琴 林美群                        | 枝野富枝 阿部多津子                 |
| 第32届（1973年） · 南斯拉夫萨拉热窝   | 瑪麗亞·亞歷山德魯 濱田美穗           | 仇宝琴 林美群                        | J.哈默斯莉 J.基什哈奇               |
| 第33届（1975年） · 印度加尔各答       | 瑪麗亞·亞歷山德魯 高桥省子           | 朱香雲 林美群                        | 大関行江 横田幸子                   |
| 第33届（1975年） · 印度加尔各答       | 瑪麗亞·亞歷山德魯 高桥省子           | 朱香雲 林美群                        | T.費爾德曼 E.安托尼安               |
| 第34届（1977年） · 英国伯明翰         | 朴英玉 杨莹                          | 朱香雲 魏力婕                        | 葛新愛 张立                         |
| 第34届（1977年） · 英国伯明翰         | 朴英玉 杨莹                          | 朱香雲 魏力婕                        | 金順玉 李基元                       |
| 第35届（1979年） · 平壤               | 张立 张德英                          | 葛新愛 閻桂麗                        | 戈尔达娜·佩尔库钦 E.帕拉蒂努什      |
| 第35届（1979年） · 平壤               | 张立 张德英                          | 葛新愛 閻桂麗                        | 李松淑 羅鐘碩                       |
| 第36届（1981年） · 南斯拉夫诺维萨德   | 张德英 曹燕华                        | 童玲 卜啓娟                          | 黄俊群 閻桂麗                       |
| 第36届（1981年） · 南斯拉夫诺维萨德   | 张德英 曹燕华                        | 童玲 卜啓娟                          | 黄男淑 安海淑                       |
| 第37届（1983年） · 日本东京           | 戴丽丽 沈剑萍                        | 耿麗娟 黄俊群                        | 曹燕華 倪夏蓮                       |
| 第37届（1983年） · 日本东京           | 戴丽丽 沈剑萍                        | 耿麗娟 黄俊群                        | 童玲 卜啓娟                         |
| 第38届（1985年） · 瑞典哥德堡         | 戴丽丽 耿丽娟                        | 曹燕華 倪夏蓮                        | 焦志敏 齊宝香                       |
| 第38届（1985年） · 瑞典哥德堡         | 戴丽丽 耿丽娟                        | 曹燕華 倪夏蓮                        | 童玲 管建華                         |
| 第39届（1987年） · 印度新德里         | 梁英子 玄静和                        | 戴丽丽 李惠芬                        | 何智麗 焦志敏                       |
| 第39届（1987年） · 印度新德里         | 梁英子 玄静和                        | 戴丽丽 李惠芬                        | 李粉姬 趙貞姬                       |
| 第40届（1989年） · 西德多特蒙德       | 乔红 邓亚萍                          | 陈静 胡小新                          | 刘伟 高軍                           |
| 第40届（1989年） · 西德多特蒙德       | 乔红 邓亚萍                          | 陈静 胡小新                          | 李雋 丁亞萍                         |
| 第41届（1991年） · 日本千叶           | 陈子荷 高军                          | 乔红 邓亚萍                          | 李雋 丁亞萍                         |
| 第41届（1991年） · 日本千叶           | 陈子荷 高军                          | 乔红 邓亚萍                          | 胡小新 刘伟                         |
| 第42届（1993年） · 瑞典哥德堡         | 刘伟 乔云萍                          | 乔红 邓亚萍                          | 陳子荷 高軍                         |
| 第42届（1993年） · 瑞典哥德堡         | 刘伟 乔云萍                          | 乔红 邓亚萍                          | 陳丹蕾 齊寶華                       |
| 第43届（1995年） · 中国天津           | 邓亚萍 乔红                          | 刘伟 乔云萍                          | 邬娜 王晨                           |
| 第43届（1995年） · 中国天津           | 邓亚萍 乔红                          | 刘伟 乔云萍                          | C.托特 C.巴托菲                     |
| 第44届（1997年） · 英国曼彻斯特       | 邓亚萍 楊影                          | 王楠 李菊                            | 齊寶華 喬雲萍                       |
| 第44届（1997年） · 英国曼彻斯特       | 邓亚萍 楊影                          | 王楠 李菊                            | 王輝 成紅霞                         |
| 第45届（1999年） · 荷蘭埃因霍温       | 王楠 李菊                            | 孫晉 楊影                            | 張怡寧 張瑩瑩                       |
| 第45届（1999年） · 荷蘭埃因霍温       | 王楠 李菊                            | 孫晉 楊影                            | 朴海晶 金戊校                       |
| 第46届（2001年） · 日本大阪           | 王楠 李菊                            | 孫晉 楊影                            | 張怡寧 張瑩瑩                       |
| 第46届（2001年） · 日本大阪           | 王楠 李菊                            | 孫晉 楊影                            | 武田明子 川越真由                   |
| 第47届（2003年） · 法國巴黎           | 張怡寧 王楠                          | 牛剑锋 郭躍                          | 李菊 李佳                           |
| 第47届（2003年） · 法國巴黎           | 張怡寧 王楠                          | 牛剑锋 郭躍                          | 李恩實 石恩美                       |
| 第48届（2005年） · 中国上海           | 張怡寧 王楠                          | 牛剑锋 郭躍                          | 白楊 郭焱                           |
| 第48届（2005年） · 中国上海           | 張怡寧 王楠                          | 牛剑锋 郭躍                          | 帖雅娜 張瑞                         |
| 第49届（2007年） · 薩格勒布           | 張怡寧 王楠                          | 郭跃 李晓霞                          | 李佳薇 王越古                       |
| 第49届（2007年） · 薩格勒布           | 張怡寧 王楠                          | 郭跃 李晓霞                          | 金璟娥 朴美英                       |
| 第50届（2009年） · 日本横滨           | 郭跃 李晓霞                          | 丁寧 郭焱                            | 帖雅娜 姜華珺                       |
| 第50届（2009年） · 日本横滨           | 郭跃 李晓霞                          | 丁寧 郭焱                            | 金璟娥 朴美英                       |
| 第51届（2011年） · 荷蘭鹿特丹         | 郭跃 李晓霞                          | 丁寧 郭焱                            | 帖雅娜 姜華珺                       |
| 第51届（2011年） · 荷蘭鹿特丹         | 郭跃 李晓霞                          | 丁寧 郭焱                            | 金璟娥 朴美英                       |
| 第52届（2013年） · 法國巴黎           | 郭跃 李晓霞                          | 丁宁 刘诗雯                          | 冯天薇 于梦雨                       |
| 第52届（2013年） · 法國巴黎           | 郭跃 李晓霞                          | 丁宁 刘诗雯                          | 陈梦 朱雨玲                         |
| 第53屆（2015年） · 中国蘇州           | 劉詩雯 朱雨玲                        | 丁寧 李曉霞                          | 李潔 李倩                           |
| 第53屆（2015年） · 中国蘇州           | 劉詩雯 朱雨玲                        | 丁寧 李曉霞                          | 馮天薇 于夢雨                       |
| 第54屆（2017年） · 德国杜塞爾多夫     | 丁寧 劉詩雯                          | 陳夢 朱雨玲                          | 馮天薇 夢雨                         |
| 第54屆（2017年） · 德国杜塞爾多夫     | 丁寧 劉詩雯                          | 陳夢 朱雨玲                          | 早田希娜 伊藤美誠                   |
| 第55屆（2019年） · 匈牙利布達佩斯     | 孫穎莎 王曼昱                        | 早田希娜 伊藤美誠                    | 橋本帆乃香 佐藤瞳                   |
| 第55屆（2019年） · 匈牙利布達佩斯     | 孫穎莎 王曼昱                        | 早田希娜 伊藤美誠                    | 陳夢 朱雨玲                         |
| 第56屆（2021年） · 美国休斯敦         | 王曼昱 孫穎莎                        | 伊藤美诚 早田希娜                    | 陈梦 钱天一                         |
| 第56屆（2021年） · 美国休斯敦         | 王曼昱 孫穎莎                        | 伊藤美诚 早田希娜                    | 倪夏莲 莎拉·德努特                  |
| 第57屆（2023年） · 南非德班           | 陈梦 王艺迪                          | 田志希 申裕斌                        | 孙颖莎 王曼昱                       |
| 第57屆（2023年） · 南非德班           | 陈梦 王艺迪                          | 田志希 申裕斌                        | 木原美悠 長崎美柚                   |
| 第58屆（2025年） · 多哈               | 王曼昱 蒯曼                          | 索菲亚·波尔卡诺娃 瑟奇·贝尔纳黛特    | 柳韓娜 申裕斌                       |
| 第58屆（2025年） · 多哈               | 王曼昱 蒯曼                          | 索菲亚·波尔卡诺娃 瑟奇·贝尔纳黛特    | 張本美和 木原美悠                   |

### 混合双打
| 届数                                  | 金牌                                | 银牌                                  | 铜牌                                |
| 第1届（1926年） · 英国伦敦            | 迈奇洛维奇·佐尔坦 迈德年斯基·玛丽亚 | 雅各比·罗兰 G.吉爾森                  | H.A.伯內特 W.蘭德                   |
| 第1届（1926年） · 英国伦敦            | 迈奇洛维奇·佐尔坦 迈德年斯基·玛丽亚 | 雅各比·罗兰 G.吉爾森                  | E.弗洛伊登海姆 G.威爾戴姆           |
| 第2届（1928年） · 瑞典斯德哥尔摩      | 迈奇洛维奇·佐尔坦 迈德年斯基·玛丽亚 | 佩奇·达尼埃尔 E.梅茨格                | C.布爾 J.英格曼                     |
| 第2届（1928年） · 瑞典斯德哥尔摩      | 迈奇洛维奇·佐尔坦 迈德年斯基·玛丽亚 | 佩奇·达尼埃尔 E.梅茨格                | 弗雷德·佩里 W.蘭德                  |
| 第3届（1929年） · 匈牙利布达佩斯      | 斯蒂芬·凯伦 希波什·安娜             | 拜拉克·拉斯洛 M.嘎爾                  | 迈奇洛维奇·佐尔坦 迈德年斯基·玛丽亚 |
| 第3届（1929年） · 匈牙利布达佩斯      | 斯蒂芬·凯伦 希波什·安娜             | 拜拉克·拉斯洛 M.嘎爾                  | A.李布斯特 G.威爾戴姆               |
| 第4届（1930年） · 德国柏林            | 绍鲍多什·米克洛什 迈德年斯基·玛丽亚 | 斯蒂芬·凯伦 希波什·安娜               | 鲍尔瑙·维克托 M.嘎爾                |
| 第4届（1930年） · 德国柏林            | 绍鲍多什·米克洛什 迈德年斯基·玛丽亚 | 斯蒂芬·凯伦 希波什·安娜               | 格隆茨·尚多尔 I.查納茲              |
| 第5届（1931年） · 匈牙利布达佩斯      | 绍鲍多什·米克洛什 迈德年斯基·玛丽亚 | 鲍尔瑙·维克托 希波什·安娜             | 拜拉克·拉斯洛 M.嘎爾                |
| 第5届（1931年） · 匈牙利布达佩斯      | 绍鲍多什·米克洛什 迈德年斯基·玛丽亚 | 鲍尔瑙·维克托 希波什·安娜             | 格隆茨·尚多尔 M.科馬羅米            |
| 第6届（1932年） · 捷克斯洛伐克布拉格  | 鲍尔瑙·维克托 希波什·安娜           | 绍鲍多什·米克洛什 迈德年斯基·玛丽亚   | 格隆茨·尚多尔 M.嘎爾                |
| 第6届（1932年） · 捷克斯洛伐克布拉格  | 鲍尔瑙·维克托 希波什·安娜           | 绍鲍多什·米克洛什 迈德年斯基·玛丽亚   | J.杰里科 M.斯米多娃                 |
| 第7届（1933年） · 奥地利巴登          | 斯蒂芬·凯伦 迈德年斯基·玛丽亚       | 格隆茨·尚多尔 M.嘎爾                  | 鲍尔瑙·维克托 希波什·安娜           |
| 第7届（1933年） · 奥地利巴登          | 斯蒂芬·凯伦 迈德年斯基·玛丽亚       | 格隆茨·尚多尔 M.嘎爾                  | N.馬加洛古 A.舒爾茨                 |
| 第8届（1934年） · 法國巴黎            | 绍鲍多什·米克洛什 迈德年斯基·玛丽亚 | 鲍尔瑙·维克托 希波什·安娜             | 拜拉克·拉斯洛 K.貝莉                |
| 第8届（1934年） · 法國巴黎            | 绍鲍多什·米克洛什 迈德年斯基·玛丽亚 | 鲍尔瑙·维克托 希波什·安娜             | 斯坦尼斯拉夫·科拉日 M.斯米多娃      |
| 第9届（1935年） · 英国温布利          | 鲍尔瑙·维克托 希波什·安娜           | 斯坦尼斯拉夫·科拉日 玛丽·克特内罗娃   | 绍鲍多什·米克洛什 迈德年斯基·玛丽亚 |
| 第9届（1935年） · 英国温布利          | 鲍尔瑙·维克托 希波什·安娜           | 斯坦尼斯拉夫·科拉日 玛丽·克特内罗娃   | A.海登 M.K.奧斯博內                 |
| 第10届（1936年） · 捷克斯洛伐克布拉格 | M.哈姆尔 C.克列纳娃                 | 斯蒂芬·凯伦 迈德年斯基·玛丽亚         | 斯坦尼斯拉夫·科拉日 M.斯米多娃      |
| 第10届（1936年） · 捷克斯洛伐克布拉格 | M.哈姆尔 C.克列纳娃                 | 斯蒂芬·凯伦 迈德年斯基·玛丽亚         | H.尤利奇 A.舒爾茨                   |
| 第11届（1937年） · 奥地利巴登         | 博胡米尔·瓦尼亚 V.沃特鲁布科娃      | 斯坦尼斯拉夫·科拉日 玛丽·克特内罗娃   | A.貝納姆 E.福勒爾                   |
| 第11届（1937年） · 奥地利巴登         | 博胡米尔·瓦尼亚 V.沃特鲁布科娃      | 斯坦尼斯拉夫·科拉日 玛丽·克特内罗娃   | G.伊洛斯 安杰莉卡·罗泽亚努          |
| 第12届（1938年） · 英国温布利         | L.贝拉克 W.伍德海德                 | 博胡米尔·瓦尼亚 V.沃特鲁布科娃        | A.李布斯特 格特鲁德·普里齐          |
| 第12届（1938年） · 英国温布利         | L.贝拉克 W.伍德海德                 | 博胡米尔·瓦尼亚 V.沃特鲁布科娃        | V.特雷巴 玛丽·克特内罗娃            |
| 第13届（1939年） · 埃及开罗           | 博胡米尔·瓦尼亚 V.沃特鲁布科娃      | V.特雷巴 玛丽·克特内罗娃              | M.海米利 格特鲁德·普里齐            |
| 第13届（1939年） · 埃及开罗           | 博胡米尔·瓦尼亚 V.沃特鲁布科娃      | V.特雷巴 玛丽·克特内罗娃              | M.格爾瓜拉 H.布斯曼                 |
| 第14届（1947年） · 法國巴黎           | 绍什·费伦茨 福尔考什·吉泽尔洛       | A.斯拉尔 弗拉斯塔·德佩特里索娃        | M.霍里策 D.海松                     |
| 第14届（1947年） · 法國巴黎           | 绍什·费伦茨 福尔考什·吉泽尔洛       | A.斯拉尔 弗拉斯塔·德佩特里索娃        | 鲍尔瑙·维克托 M.弗蘭克斯            |
| 第15届（1948年） · 英国温布利         | R.迈尔斯 T.索耳                     | 博胡米尔·瓦尼亚 弗拉斯塔·德佩特里索娃 | 西多·费伦茨 D.伯雷吉                |
| 第15届（1948年） · 英国温布利         | R.迈尔斯 T.索耳                     | 博胡米尔·瓦尼亚 弗拉斯塔·德佩特里索娃 | 理查德·伯格曼 安杰莉卡·罗泽亚努     |
| 第16届（1949年） · 瑞典斯德哥尔摩     | 西多·费伦茨 福尔考什·吉泽尔洛       | 博胡米尔·瓦尼亚 K.赫魯什科娃          | J.李奇 M.弗蘭克斯                   |
| 第16届（1949年） · 瑞典斯德哥尔摩     | 西多·费伦茨 福尔考什·吉泽尔洛       | 博胡米尔·瓦尼亚 K.赫魯什科娃          | M.賴斯曼 R.麥克雷                   |
| 第17届（1950年） 匈牙利布达佩斯       | 西多·费伦茨 福尔考什·吉泽尔洛       | 博胡米尔·瓦尼亚 K.赫魯什科娃          | 伊万·安德烈亚迪斯 E.K.弗斯托娃      |
| 第17届（1950年） 匈牙利布达佩斯       | 西多·费伦茨 福尔考什·吉泽尔洛       | 博胡米尔·瓦尼亚 K.赫魯什科娃          | L.斯蒂佩克 安杰莉卡·罗泽亚努        |
| 第18届（1951年） · 奥地利维也纳       | 博胡米尔·瓦尼亚 安杰莉卡·罗泽亚努   | 维利姆·哈兰戈佐 E.盧姆普勒            | J.李奇 R.戴安尼                     |
| 第18届（1951年） · 奥地利维也纳       | 博胡米尔·瓦尼亚 安杰莉卡·罗泽亚努   | 维利姆·哈兰戈佐 E.盧姆普勒            | 科齐安·约瑟夫 R.卡帕蒂              |
| 第19届（1952年） · 印度孟买           | 西多·费伦茨 安杰莉卡·罗泽亚努       | J.李奇 R.戴安尼                       | 鲍尔瑙·维克托 R.罗萨林              |
| 第19届（1952年） · 印度孟买           | 西多·费伦茨 安杰莉卡·罗泽亚努       | J.李奇 R.戴安尼                       | 科齐安·约瑟夫 福尔考什·吉泽尔洛     |
| 第20届（1953年） · 羅馬尼亞布加勒斯特 | 西多·费伦茨 安杰莉卡·罗泽亚努       | 扎尔科·多利纳尔 E.盧姆普勒            | 科齐安·约瑟夫 福尔考什·吉泽尔洛     |
| 第20届（1953年） · 羅馬尼亞布加勒斯特 | 西多·费伦茨 安杰莉卡·罗泽亚努       | 扎尔科·多利纳尔 E.盧姆普勒            | L.福樓蒂 科齐安·埃娃                |
| 第21届（1954年） · 英国温布利         | 伊万·安德烈亚迪斯 福尔考什·吉泽尔洛 | 富田芳雄 江口富士枝                   | 扎尔科·多利纳尔 E.盧姆普勒          |
| 第21届（1954年） · 英国温布利         | 伊万·安德烈亚迪斯 福尔考什·吉泽尔洛 | 富田芳雄 江口富士枝                   | 鲍尔瑙·维克托 R.罗萨林              |
| 第22届（1955年） · 荷蘭乌得勒支       | 塞派希·卡尔曼 科齐安·埃娃           | A.西蒙斯 H.埃利奧特                   | 田中利明 楢原静                     |
| 第22届（1955年） · 荷蘭乌得勒支       | 塞派希·卡尔曼 科齐安·埃娃           | A.西蒙斯 H.埃利奧特                   | L.斯蒂佩克 E.K.弗斯托娃             |
| 第23届（1956年） · 日本东京           | E.克莱因 L.纽伯格                   | 伊万·安德烈亚迪斯 安·海登             | 藤井基男 田中良子                   |
| 第23届（1956年） · 日本东京           | E.克莱因 L.纽伯格                   | 伊万·安德烈亚迪斯 安·海登             | T.萊塔 E.泽勒尔                     |
| 第24届（1957年） · 瑞典斯德哥尔摩     | 荻村伊智朗 江口富士枝               | 伊万·安德烈亚迪斯 安·海登             | L.維納諾夫斯基 H.埃利奧特           |
| 第24届（1957年） · 瑞典斯德哥尔摩     | 荻村伊智朗 江口富士枝               | 伊万·安德烈亚迪斯 安·海登             | 角田啓輔 难波多慧子                 |
| 第25届（1959年） · 西德多特蒙德       | 荻村伊智朗 江口富士枝               | 村上輝夫 松崎君代                     | Z.貝拉奇克 福尔考什·吉泽尔洛        |
| 第25届（1959年） · 西德多特蒙德       | 荻村伊智朗 江口富士枝               | 村上輝夫 松崎君代                     | 王傳耀 孫梅英                       |
| 第26届（1961年） · 中国北京           | 荻村伊智朗 松崎君代                 | 李富荣 韓玉珍                         | 星野展弥 关正子                     |
| 第26届（1961年） · 中国北京           | 荻村伊智朗 松崎君代                 | 李富荣 韓玉珍                         | 王傳耀 孫梅英                       |
| 第27届（1963年） · 捷克斯洛伐克布拉格 | 木村兴治 伊藤和子                   | 三木圭一 关正子                       | 莊則棟 邱鐘惠                       |
| 第27届（1963年） · 捷克斯洛伐克布拉格 | 木村兴治 伊藤和子                   | 三木圭一 关正子                       | J.法哈茲 科齐安·埃娃                |
| 第28届（1965年） · 南斯拉夫卢布尔雅那 | 木村兴治 关正子                     | 張燮林 林慧卿                         | 莊則棟 梁麗珍                       |
| 第28届（1965年） · 南斯拉夫卢布尔雅那 | 木村兴治 关正子                     | 張燮林 林慧卿                         | 小中健 深津尚子                     |
| 第29届（1967年） · 瑞典斯德哥尔摩     | 长谷川信彦 山中教子                 | 木村兴治 深津尚子                     | D.吉爾吉約卡 瑪麗亞·亞歷山德魯      |
| 第29届（1967年） · 瑞典斯德哥尔摩     | 长谷川信彦 山中教子                 | 木村兴治 深津尚子                     | A.阿米林 佐婭·魯德諾娃              |
| 第30届（1969年） · 西德慕尼黑         | 长谷川信彦 今野安子                 | 河野満 廣田佐枝子                     | 伊藤繁雄 小和田敏子                 |
| 第30届（1969年） · 西德慕尼黑         | 长谷川信彦 今野安子                 | 河野満 廣田佐枝子                     | D.內伊爾 玛丽·莱特                  |
| 第31届（1971年） · 日本名古屋         | 张燮林 林慧卿                       | A.斯蒂潘契奇 瑪麗亞·亞歷山德魯        | 西飯徳康 福野美恵子                 |
| 第31届（1971年） · 日本名古屋         | 张燮林 林慧卿                       | A.斯蒂潘契奇 瑪麗亞·亞歷山德魯        | E.紹勒爾 D.紹勒爾                   |
| 第32届（1973年） · 南斯拉夫萨拉热窝   | 梁戈亮 李莉                         | A.斯托羅卡托夫 A.格德萊季捷           | J.德沃拉切克 A.格羅福娃             |
| 第32届（1973年） · 南斯拉夫萨拉热窝   | 梁戈亮 李莉                         | A.斯托羅卡托夫 A.格德萊季捷           | 余長春 郑怀颖                       |
| 第33届（1975年） · 印度加尔各答       | 斯坦尼斯拉夫·戈莫茲科夫 T.费尔德曼  | S.沙爾克楊 E.安托尼安                 | 伊藤繁雄 大関行江                   |
| 第33届（1975年） · 印度加尔各答       | 斯坦尼斯拉夫·戈莫茲科夫 T.费尔德曼  | S.沙爾克楊 E.安托尼安                 | 梁戈亮 張立                         |
| 第34届（1977年） · 英国伯明翰         | J.塞克雷坦 C.贝尔热雷               | 田阪登紀夫 横田幸子                   | 李相国 李基元                       |
| 第34届（1977年） · 英国伯明翰         | J.塞克雷坦 C.贝尔热雷               | 田阪登紀夫 横田幸子                   | 李振恃 閻桂麗                       |
| 第35届（1979年） · 平壤               | 梁戈亮 葛新爱                       | 李振恃 閻桂麗                         | J.塞克雷坦 C.贝尔热雷               |
| 第35届（1979年） · 平壤               | 梁戈亮 葛新爱                       | 李振恃 閻桂麗                         | 王会元 張德英                       |
| 第36届（1981年） · 南斯拉夫诺维萨德   | 谢赛克 黄俊群                       | 陈新华 童玲                           | 黄亮 卜啓娟                         |
| 第36届（1981年） · 南斯拉夫诺维萨德   | 谢赛克 黄俊群                       | 陈新华 童玲                           | D.舒尔贝克 B.巴蒂尼茨               |
| 第37届（1983年） · 日本东京           | 郭跃华 倪夏莲                       | 陈新华 童玲                           | 蔡振华 曹燕华                       |
| 第37届（1983年） · 日本东京           | 郭跃华 倪夏莲                       | 陈新华 童玲                           | 谢赛克 黄俊群                       |
| 第38届（1985年） · 瑞典哥德堡         | 蔡振华 曹燕华                       | J.潘斯基 M.赫拉霍娃                   | 陈新华 童玲                         |
| 第38届（1985年） · 瑞典哥德堡         | 蔡振华 曹燕华                       | J.潘斯基 M.赫拉霍娃                   | 范長茂 焦志敏                       |
| 第39届（1987年） · 印度新德里         | 惠钧 耿丽娟                         | 江嘉良 焦志敏                         | 安宰亨 梁英子                       |
| 第39届（1987年） · 印度新德里         | 惠钧 耿丽娟                         | 江嘉良 焦志敏                         | 王浩 管建華                         |
| 第40届（1989年） · 西德多特蒙德       | 刘南奎 玄静和                       | Z.卡列尼茨 戈尔达娜·佩尔库钦          | 陳志斌 高军                         |
| 第40届（1989年） · 西德多特蒙德       | 刘南奎 玄静和                       | Z.卡列尼茨 戈尔达娜·佩尔库钦          | 陳龍燦 陳靜                         |
| 第41届（1991年） · 日本千叶           | 王涛 刘伟                           | 谢超杰 陈子荷                         | 金城熙 李粉姬                       |
| 第41届（1991年） · 日本千叶           | 王涛 刘伟                           | 谢超杰 陈子荷                         | 卡里尼科斯·格林卡 奥蒂莉亚·巴蒂斯库 |
| 第42届（1993年） · 瑞典哥德堡         | 王涛 刘伟                           | 刘南奎 玄静和                         | 馬文革 喬雲萍                       |
| 第42届（1993年） · 瑞典哥德堡         | 王涛 刘伟                           | 刘南奎 玄静和                         | 李政日 俞顺福                       |
| 第43届（1995年） · 中国天津           | 王涛 刘伟                           | 孔令輝 鄧亞萍                         | 埃里克·林德 M.斯文森                |
| 第43届（1995年） · 中国天津           | 王涛 刘伟                           | 孔令輝 鄧亞萍                         | 李哲承 柳智惠                       |
| 第44届（1997年） · 英国曼彻斯特       | 刘国梁 邬娜                         | 孔令輝 鄧亞萍                         | 王勵勤 王楠                         |
| 第44届（1997年） · 英国曼彻斯特       | 刘国梁 邬娜                         | 孔令輝 鄧亞萍                         | 蔣澎龍 陳靜                         |
| 第45届（1999年） · 荷蘭埃因霍温       | 马琳 张莹莹                         | 馮喆 孫晋                             | 王勵勤 王楠                         |
| 第45届（1999年） · 荷蘭埃因霍温       | 马琳 张莹莹                         | 馮喆 孫晋                             | 秦志戬 杨影                         |
| 第46届（2001年） · 日本大阪           | 秦志戬 杨影                         | 吳尚垠 金戊校                         | 詹健 白楊                           |
| 第46届（2001年） · 日本大阪           | 秦志戬 杨影                         | 吳尚垠 金戊校                         | 劉國梁 孙晋                         |
| 第47届（2003年） · 法國巴黎           | 马琳 王楠                           | 劉國正 白楊                           | 王皓 李楠                           |
| 第47届（2003年） · 法國巴黎           | 马琳 王楠                           | 劉國正 白楊                           | 秦志戬 牛劍鋒                       |
| 第48届（2005年） · 中国上海           | 王励勤 郭跃                         | 劉國正 白楊                           | 阎森 郭焱                           |
| 第48届（2005年） · 中国上海           | 王励勤 郭跃                         | 劉國正 白楊                           | 邱贻可 曹臻                         |
| 第49届（2007年） · 薩格勒布           | 王励勤 郭跃                         | 马琳 王楠                             | 邱贻可 曹臻                         |
| 第49届（2007年） · 薩格勒布           | 王励勤 郭跃                         | 马琳 王楠                             | 高禮澤 帖雅娜                       |
| 第50届（2009年） · 日本横滨           | 李平 曹臻                           | 张继科 木子                           | 郝帅 常晨晨                         |
| 第50届（2009年） · 日本横滨           | 李平 曹臻                           | 张继科 木子                           | 張超 姚彥                           |
| 第51届（2011年） · 荷蘭鹿特丹         | 張超 曹臻                           | 郝帅 木子                             | 岸川聖也 福原愛                     |
| 第51届（2011年） · 荷蘭鹿特丹         | 張超 曹臻                           | 郝帅 木子                             | 張鈺 姜華珺                         |
| 第52届（2013年） · 法國巴黎           | 金赫峰 金仲                         | 李尚洙 朴英淑                         | 王勵勤 饶静文                       |
| 第52届（2013年） · 法國巴黎           | 金赫峰 金仲                         | 李尚洙 朴英淑                         | 張鈺 姜華珺                         |
| 第53届（2015年） · 中国蘇州           | 許昕 梁夏銀                         | 吉村真晴 石川佳純                     | 金赫峰 金仲                         |
| 第53届（2015年） · 中国蘇州           | 許昕 梁夏銀                         | 吉村真晴 石川佳純                     | 黄镇廷 杜凯琹                       |
| 第54届（2017年） · 德国杜塞爾多夫     | 吉村真晴 石川佳純                   | 陳建安 鄭怡靜                         | 方博 P.索爾佳                       |
| 第54届（2017年） · 德国杜塞爾多夫     | 吉村真晴 石川佳純                   | 陳建安 鄭怡靜                         | 黃鎮廷 杜凱琹                       |
| 第55届（2019年） · 匈牙利布達佩斯     | 許昕 劉詩雯                         | 吉村真晴 石川佳純                     | 樊振東 丁寧                         |
| 第55届（2019年） · 匈牙利布達佩斯     | 許昕 劉詩雯                         | 吉村真晴 石川佳純                     | P·法蘭茲卡 P·索爾佳                 |
| 第56屆（2021年） · 美国休斯敦         | 王楚钦 孙颖莎                       | 张本智和 早田希娜                     | 林昀儒 鄭怡靜                       |
| 第56屆（2021年） · 美国休斯敦         | 王楚钦 孙颖莎                       | 张本智和 早田希娜                     | 林高遠 张安                         |
| 第57屆（2023年） · 南非德班           | 王楚钦 孙颖莎                       | 张本智和 早田希娜                     | 蒯曼 林诗栋                         |
| 第57屆（2023年） · 南非德班           | 王楚钦 孙颖莎                       | 张本智和 早田希娜                     | 杜凱琹 黃鎮廷                       |
| 第58屆（2025年） · 多哈               | 王楚欽 孫穎莎                       | 吉村真晴 大藤沙月                     | 黃鎮廷 杜凱琹                       |
| 第58屆（2025年） · 多哈               | 王楚欽 孫穎莎                       | 吉村真晴 大藤沙月                     | 林鐘勳 申裕斌                       |

## 團體賽
以下列表為世界桌球團體錦標賽獎牌榜，包含男子和女子項目。

### 男子团体
| 届数                                  | 金牌                                                                                                  | 银牌         | 铜牌         |
| 第1届（1926年） · 英国伦敦            | 匈牙利(雅各比·羅蘭/凱爾林·貝洛/邁奇洛維奇·佐爾坦/佩奇·達尼埃爾)                                       | 奥地利       | 英格兰       |
| 第1届（1926年） · 英国伦敦            | 匈牙利(雅各比·羅蘭/凱爾林·貝洛/邁奇洛維奇·佐爾坦/佩奇·達尼埃爾)                                       | 奥地利       | 印度         |
| 第2届（1928年） · 瑞典斯德哥尔摩      | 匈牙利(雅各比·羅蘭/拜拉克·拉斯洛/邁奇洛維奇·佐爾坦/佩奇·達尼埃爾/格隆茨·尚多爾)                       | 奥地利       | 英格兰       |
| 第3届（1929年） 匈牙利布达佩斯        | 匈牙利(鮑爾瑙·維克托/紹鮑多什·米克洛什/邁奇洛維奇·佐爾坦/史蒂芬·凱倫/格隆茨·尚多爾)                   | 奥地利       | 英格兰       |
| 第4届（1930年） 德國柏林              | 匈牙利(鮑爾瑙·維克托/紹鮑多什·米克洛什/拜拉克·拉斯洛/史蒂芬·凱倫/達維德·拉約什)                       | 瑞典         | 捷克斯洛伐克 |
| 第5届（1931年） 匈牙利布达佩斯        | 匈牙利(鮑爾瑙·維克托/紹鮑多什·米克洛什/拜拉克·拉斯洛/史蒂芬·凱倫/達維德·拉約什)                       | 英格兰       | 捷克斯洛伐克 |
| 第5届（1931年） 匈牙利布达佩斯        | 匈牙利(鮑爾瑙·維克托/紹鮑多什·米克洛什/拜拉克·拉斯洛/史蒂芬·凱倫/達維德·拉約什)                       | 英格兰       | 瑞典         |
| 第6届（1932年） · 捷克斯洛伐克布拉格  | 捷克斯洛伐克(迈克尔·葛洛鲍尔/斯坦尼斯拉夫·科拉日/金德里奇·劳特巴赫/安东宁·马列切克/贝德利奇·尼科德姆) | 匈牙利       | 奥地利       |
| 第6届（1932年） · 捷克斯洛伐克布拉格  | 捷克斯洛伐克(迈克尔·葛洛鲍尔/斯坦尼斯拉夫·科拉日/金德里奇·劳特巴赫/安东宁·马列切克/贝德利奇·尼科德姆) | 匈牙利       | 拉脫維亞     |
| 第7届（1933年） · 奥地利巴登          | 匈牙利(鮑爾瑙·維克托/格隆茨·尚多爾/博羅什·伊什特萬/史蒂芬·凱倫/達維德·拉約什)                         | 奥地利       | 捷克斯洛伐克 |
| 第7届（1933年） · 奥地利巴登          | 匈牙利(鮑爾瑙·維克托/格隆茨·尚多爾/博羅什·伊什特萬/史蒂芬·凱倫/達維德·拉約什)                         | 奥地利       | 英格兰       |
| 第8届（1934年） · 法國巴黎            | 匈牙利(鮑爾瑙·維克托/哈齊·蒂博爾/拜拉克·拉斯洛/紹鮑多什·米克洛什/達維德·拉約什)                       | 奥地利       | 捷克斯洛伐克 |
| 第8届（1934年） · 法國巴黎            | 匈牙利(鮑爾瑙·維克托/哈齊·蒂博爾/拜拉克·拉斯洛/紹鮑多什·米克洛什/達維德·拉約什)                       | 奥地利       | 波蘭         |
| 第9届（1935年） · 英国温布利          | 匈牙利(鮑爾瑙·維克托/哈齊·蒂博爾/拜拉克·拉斯洛/紹鮑多什·米克洛什/史蒂芬·凱倫)                         | 捷克斯洛伐克 | 波蘭         |
| 第9届（1935年） · 英国温布利          | 匈牙利(鮑爾瑙·維克托/哈齊·蒂博爾/拜拉克·拉斯洛/紹鮑多什·米克洛什/史蒂芬·凱倫)                         | 捷克斯洛伐克 | 奥地利       |
| 第10届（1936年） · 捷克斯洛伐克布拉格 | 奥地利(理察·伯格曼/赫尔穆特·戈贝尔/漢斯·哈廷格/埃爾溫·科恩/阿爾弗雷德·利布斯特爾)                     | 羅馬尼亞     | 波蘭         |
| 第10届（1936年） · 捷克斯洛伐克布拉格 | 奥地利(理察·伯格曼/赫尔穆特·戈贝尔/漢斯·哈廷格/埃爾溫·科恩/阿爾弗雷德·利布斯特爾)                     | 羅馬尼亞     | 捷克斯洛伐克 |
| 第11届（1937年） · 奥地利巴登         | 美國(埃布·贝伦鲍姆/巴迪·布拉特納/詹姆斯·麥克盧爾/索爾·希夫)                                           | 匈牙利       | 捷克斯洛伐克 |
| 第12届（1938年） · 英国温布利         | 匈牙利(鮑爾瑙·維克托/哈齊·蒂博爾/拜拉克·拉斯洛/弗爾迪·艾爾諾/紹什·費倫茨)                             | 奥地利       | 美國         |
| 第12届（1938年） · 英国温布利         | 匈牙利(鮑爾瑙·維克托/哈齊·蒂博爾/拜拉克·拉斯洛/弗爾迪·艾爾諾/紹什·費倫茨)                             | 奥地利       | 捷克斯洛伐克 |
| 第13届（1939年） · 埃及开罗           | 捷克斯洛伐克(米洛斯拉夫·哈姆爾/鲁道夫·卡列切克/瓦茨拉夫·特雷巴/博胡米爾·瓦尼亞)                       | 南斯拉夫     | 英格兰       |
| 第14届（1947年） · 法國巴黎           | 捷克斯洛伐克(伊萬·安德烈亞迪斯/阿道夫·什拉爾/弗蘭蒂舍克·托卡爾/瓦茨拉夫·特雷巴/博胡米爾·瓦尼亞)       | 美國         | 奥地利       |
| 第14届（1947年） · 法國巴黎           | 捷克斯洛伐克(伊萬·安德烈亞迪斯/阿道夫·什拉爾/弗蘭蒂舍克·托卡爾/瓦茨拉夫·特雷巴/博胡米爾·瓦尼亞)       | 美國         | 法國         |
| 第15届（1948年） · 英国温布利         | 捷克斯洛伐克(伊萬·安德烈亞迪斯/馬克斯·馬林科/拉吉斯拉夫·什季佩克/瓦茨拉夫·特雷巴/博胡米爾·瓦尼亞)     | 法國         | 奥地利       |
| 第15届（1948年） · 英国温布利         | 捷克斯洛伐克(伊萬·安德烈亞迪斯/馬克斯·馬林科/拉吉斯拉夫·什季佩克/瓦茨拉夫·特雷巴/博胡米爾·瓦尼亞)     | 法國         | 美國         |
| 第16届（1949年） · 瑞典斯德哥尔摩     | 匈牙利(科齊安·約瑟夫/西多·費倫茨/紹什·費倫茨/瓦爾科尼·拉斯洛)                                         | 捷克斯洛伐克 | 英格兰       |
| 第16届（1949年） · 瑞典斯德哥尔摩     | 匈牙利(科齊安·約瑟夫/西多·費倫茨/紹什·費倫茨/瓦爾科尼·拉斯洛)                                         | 捷克斯洛伐克 | 美國         |
| 第17届（1950年） 匈牙利布达佩斯       | 捷克斯洛伐克(伊萬·安德烈亞迪斯/馬克斯·馬林科/弗蘭蒂舍克·托卡爾/瓦茨拉夫·特雷巴/博胡米爾·瓦尼亞)       | 匈牙利       | 英格兰       |
| 第17届（1950年） 匈牙利布达佩斯       | 捷克斯洛伐克(伊萬·安德烈亞迪斯/馬克斯·馬林科/弗蘭蒂舍克·托卡爾/瓦茨拉夫·特雷巴/博胡米爾·瓦尼亞)       | 匈牙利       | 法國         |
| 第18届（1951年） · 奥地利维也纳       | 捷克斯洛伐克(伊萬·安德烈亞迪斯/拉吉斯拉夫·什季佩克/弗蘭蒂舍克·托卡爾/瓦茨拉夫·特雷巴/博胡米爾·瓦尼亞) | 匈牙利       | 南斯拉夫     |
| 第19届（1952年） · 印度孟买           | 匈牙利(科齊安·約瑟夫/西多·費倫茨/傑特沃伊·埃萊梅爾/塞派希·卡爾曼/瓦爾科尼·拉斯洛)                     | 英格兰       | 日本         |
| 第19届（1952年） · 印度孟买           | 匈牙利(科齊安·約瑟夫/西多·費倫茨/傑特沃伊·埃萊梅爾/塞派希·卡爾曼/瓦爾科尼·拉斯洛)                     | 英格兰       | 香港         |
| 第20届（1953年） · 羅馬尼亞布加勒斯特 | 英格兰(理察·伯格曼/阿德里安·海顿/布里安·肯尼迪/約翰尼·利奇/奥布里·西蒙斯)                             | 匈牙利       | 捷克斯洛伐克 |
| 第20届（1953年） · 羅馬尼亞布加勒斯特 | 英格兰(理察·伯格曼/阿德里安·海顿/布里安·肯尼迪/約翰尼·利奇/奥布里·西蒙斯)                             | 匈牙利       | 法國         |
| 第21届（1954年） · 英国温布利         | 日本(荻村伊智朗/川井一男/田舛吉二/富田芳雄)                                                           | 捷克斯洛伐克 | 英格兰       |
| 第22届（1955年） · 荷蘭乌得勒支       | 日本(荻村伊智朗/田中利明/田舛吉二/富田芳雄)                                                           | 捷克斯洛伐克 | 英格兰       |
| 第22届（1955年） · 荷蘭乌得勒支       | 日本(荻村伊智朗/田中利明/田舛吉二/富田芳雄)                                                           | 捷克斯洛伐克 | 匈牙利       |
| 第23届（1956年） · 日本东京           | 日本(荻村伊智朗/田中利明/角田啟輔/富田芳雄)                                                           | 捷克斯洛伐克 | 羅馬尼亞     |
| 第23届（1956年） · 日本东京           | 日本(荻村伊智朗/田中利明/角田啟輔/富田芳雄)                                                           | 捷克斯洛伐克 | 中国         |
| 第24届（1957年） · 瑞典斯德哥尔摩     | 日本(荻村伊智朗/田中利明/角田啟輔/宮田俊彥)                                                           | 匈牙利       | 捷克斯洛伐克 |
| 第24届（1957年） · 瑞典斯德哥尔摩     | 日本(荻村伊智朗/田中利明/角田啟輔/宮田俊彥)                                                           | 匈牙利       | 中国         |
| 第25届（1959年） · 西德多特蒙德       | 日本(荻村伊智朗/星野展彌/村上輝夫/成田靜司)                                                           | 匈牙利       | 越南         |
| 第25届（1959年） · 西德多特蒙德       | 日本(荻村伊智朗/星野展彌/村上輝夫/成田靜司)                                                           | 匈牙利       | 中国         |
| 第26届（1961年） · 中国北京           | 中国(容国团/李富荣/王传耀/庄则栋/徐寅生)                                                              | 日本         | 匈牙利       |
| 第27届（1963年） · 捷克斯洛伐克布拉格 | 中国(张燮林/李富荣/王家聲/庄则栋/徐寅生)                                                              | 日本         | 瑞典         |
| 第27届（1963年） · 捷克斯洛伐克布拉格 | 中国(张燮林/李富荣/王家聲/庄则栋/徐寅生)                                                              | 日本         | 西德         |
| 第28届（1965年） · 南斯拉夫卢布尔雅那 | 中国(张燮林/李富荣/周蘭蓀/庄则栋/徐寅生)                                                              | 日本         |              |
| 第28届（1965年） · 南斯拉夫卢布尔雅那 | 中国(张燮林/李富荣/周蘭蓀/庄则栋/徐寅生)                                                              | 日本         | 南斯拉夫     |
| 第29届（1967年） · 瑞典斯德哥尔摩     | 日本(河野滿/木村興治/長谷川信彥/鍵本肇/河原智)                                                        |              | 瑞典         |
| 第30届（1969年） · 西德慕尼黑         | 日本(河野滿/伊藤繁雄/長谷川信彥/笠井賢二/井上哲夫)                                                    | 西德         | 南斯拉夫     |
| 第30届（1969年） · 西德慕尼黑         | 日本(河野滿/伊藤繁雄/長谷川信彥/笠井賢二/井上哲夫)                                                    | 西德         |              |
| 第31届（1971年） · 日本名古屋         | 中国(郗恩庭/李富荣/梁戈亮/庄则栋/李景光)                                                              | 日本         | 南斯拉夫     |
| 第32届（1973年） · 南斯拉夫萨拉热窝   | 瑞典(斯特兰·本特松/安德斯·约翰松/谢尔·约翰松/布·佩尔松/英厄馬爾·維克斯特倫)                           | 中国         | 日本         |
| 第33届（1975年） · 印度加尔各答       | 中国(许绍发/李振恃/梁戈亮/陸元盛/李鵬)                                                                | 南斯拉夫     | 瑞典         |
| 第34届（1977年） · 英国伯明翰         | 中国(郭跃华/李振恃/梁戈亮/王俊/黃亮)                                                                  | 日本         | 瑞典         |
| 第34届（1977年） · 英国伯明翰         | 中国(郭跃华/李振恃/梁戈亮/王俊/黃亮)                                                                  | 日本         | 匈牙利       |
| 第35届（1979年） · 平壤               | 匈牙利(蓋爾蓋伊·加博爾/約尼爾·伊什特萬/克蘭帕爾·蒂博爾/克賴斯·蒂博爾/陶卡奇·亞諾什)                   | 中国         | 日本         |
| 第35届（1979年） · 平壤               | 匈牙利(蓋爾蓋伊·加博爾/約尼爾·伊什特萬/克蘭帕爾·蒂博爾/克賴斯·蒂博爾/陶卡奇·亞諾什)                   | 中国         | 捷克斯洛伐克 |
| 第36届（1981年） · 南斯拉夫诺维萨德   | 中国(郭跃华/蔡振华/谢赛克/王会元/施之皓)                                                              | 匈牙利       | 日本         |
| 第36届（1981年） · 南斯拉夫诺维萨德   | 中国(郭跃华/蔡振华/谢赛克/王会元/施之皓)                                                              | 匈牙利       | 捷克斯洛伐克 |
| 第37届（1983年） · 日本东京           | 中国(郭跃华/蔡振华/谢赛克/江嘉良/范長茂)                                                              | 瑞典         | 匈牙利       |
| 第37届（1983年） · 日本东京           | 中国(郭跃华/蔡振华/谢赛克/江嘉良/范長茂)                                                              | 瑞典         | 英格兰       |
| 第38届（1985年） · 瑞典哥德堡         | 中国(陈龙灿/王会元/谢赛克/江嘉良/陈新华)                                                              | 瑞典         | 日本         |
| 第38届（1985年） · 瑞典哥德堡         | 中国(陈龙灿/王会元/谢赛克/江嘉良/陈新华)                                                              | 瑞典         | 波蘭         |
| 第39届（1987年） · 印度新德里         | 中国(陈龙灿/滕義/王浩/江嘉良/陈新华)                                                                  | 瑞典         |              |
| 第39届（1987年） · 印度新德里         | 中国(陈龙灿/滕義/王浩/江嘉良/陈新华)                                                                  | 瑞典         | 南斯拉夫     |
| 第40届（1989年） · 西德多特蒙德       | 瑞典(约尔根·佩尔森/瓦尔德内尔/阿佩伊伦/埃里克·林德/彼得·卡爾松)                                       | 中国         |              |
| 第40届（1989年） · 西德多特蒙德       | 瑞典(约尔根·佩尔森/瓦尔德内尔/阿佩伊伦/埃里克·林德/彼得·卡爾松)                                       | 中国         | 苏联         |
| 第41届（1991年） · 日本千叶           | 瑞典(约尔根·佩尔森/瓦尔德内尔/阿佩伊伦/埃里克·林德/彼得·卡爾松)                                       | 南斯拉夫     | 捷克斯洛伐克 |
| 第41届（1991年） · 日本千叶           | 瑞典(约尔根·佩尔森/瓦尔德内尔/阿佩伊伦/埃里克·林德/彼得·卡爾松)                                       | 南斯拉夫     | 比利时       |
| 第42届（1993年） · 瑞典哥德堡         | 瑞典(约尔根·佩尔森/瓦尔德内尔/阿佩伊伦/埃里克·林德/彼得·卡爾松)                                       | 中国         | 德国         |
| 第42届（1993年） · 瑞典哥德堡         | 瑞典(约尔根·佩尔森/瓦尔德内尔/阿佩伊伦/埃里克·林德/彼得·卡爾松)                                       | 中国         |              |
| 第43届（1995年） · 中国天津           | 中国(丁松/马文革/王濤/刘国梁/孔令辉)                                                                  | 瑞典         | 法國         |
| 第43届（1995年） · 中国天津           | 中国(丁松/马文革/王濤/刘国梁/孔令辉)                                                                  | 瑞典         |              |
| 第44届（1997年） · 英国曼彻斯特       | 中国(丁松/马文革/王濤/刘国梁/孔令辉)                                                                  | 法國         | 德国         |
| 第44届（1997年） · 英国曼彻斯特       | 中国(丁松/马文革/王濤/刘国梁/孔令辉)                                                                  | 法國         |              |
| 第45届（2000年） · 马来西亚吉隆坡     | 瑞典(约尔根·佩尔森/瓦尔德内尔/弗雷德里克·霍坎松/彼得·卡爾松)                                          | 中国         | 日本         |
| 第45届（2000年） · 马来西亚吉隆坡     | 瑞典(约尔根·佩尔森/瓦尔德内尔/弗雷德里克·霍坎松/彼得·卡爾松)                                          | 中国         | 義大利       |
| 第46届（2001年） · 日本大阪           | 中国(马琳/王励勤/刘国正/刘国梁/孔令辉)                                                                | 比利时       | 瑞典         |
| 第46届（2001年） · 日本大阪           | 中国(马琳/王励勤/刘国正/刘国梁/孔令辉)                                                                | 比利时       |              |
| 第47届（2004年） · 多哈               | 中国(马琳/王励勤/刘国正/王皓/孔令辉)                                                                  | 德国         |              |
| 第48届（2006年） · 德国不來梅         | 中国(马琳/王励勤/马龙/王皓/陈玘)                                                                      |              | 德国         |
| 第48届（2006年） · 德国不來梅         | 中国(马琳/王励勤/马龙/王皓/陈玘)                                                                      | 中國香港     |              |
| 第49届（2008年） · 中国廣州           | 中国(马琳/王励勤/马龙/王皓/陈玘)                                                                      |              | 日本         |
| 第49届（2008年） · 中国廣州           | 中国(马琳/王励勤/马龙/王皓/陈玘)                                                                      | 中國香港     |              |
| 第50届（2010年） · 俄羅斯莫斯科       | 中国(马琳/许昕/马龙/王皓/张继科)                                                                      | 德国         | 日本         |
| 第50届（2010年） · 俄羅斯莫斯科       | 中国(马琳/许昕/马龙/王皓/张继科)                                                                      | 德国         |              |
| 第51届（2012年） · 德国多特蒙德       | 中国(马琳/许昕/马龙/王皓/张继科)                                                                      | 德国         | 日本         |
| 第51届（2012年） · 德国多特蒙德       | 中国(马琳/许昕/马龙/王皓/张继科)                                                                      | 德国         |              |
| 第52屆（2014年） · 日本東京           | 中国(樊振东/许昕/马龙/王皓/张继科)                                                                    | 德国         | 中華臺北     |
| 第52屆（2014年） · 日本東京           | 中国(樊振东/许昕/马龙/王皓/张继科)                                                                    | 德国         | 日本         |
| 第53屆（2016年） · 马来西亚吉隆坡     | 中国(樊振东/许昕/马龙/方博/张继科)                                                                    | 日本         |              |
| 第53屆（2016年） · 马来西亚吉隆坡     | 中国(樊振东/许昕/马龙/方博/张继科)                                                                    | 日本         | 英格兰       |
| 第54屆（2018年） · 瑞典哈尔姆斯塔德   | 中国(樊振东/许昕/马龙/王楚钦/林高远)                                                                  | 德国         |              |
| 第54屆（2018年） · 瑞典哈尔姆斯塔德   | 中国(樊振东/许昕/马龙/王楚钦/林高远)                                                                  | 德国         | 瑞典         |
| 第55屆（2020年） · 釜山               | 取消                                                                                                  | 取消         | 取消         |
| 第56屆（2022年） · 中国成都           | 中国(樊振东/梁靖崑/马龙/王楚钦/林高远)                                                                | 德国         | 日本         |
| 第56屆（2022年） · 中国成都           | 中国(樊振东/梁靖崑/马龙/王楚钦/林高远)                                                                | 德国         |              |
| 第57屆（2024年） · 釜山               | 中国(樊振東/梁靖崑/馬龍/王楚欽/林高遠)                                                                | 法國         |              |
| 第57屆（2024年） · 釜山               | 中国(樊振東/梁靖崑/馬龍/王楚欽/林高遠)                                                                | 法國         | 中華臺北     |

### 女子团体
| 届数                                  | 金牌                                                                                        | 银牌         | 铜牌             |
| 第1届（1926年） · 英国伦敦            | 未设立                                                                                      | 未设立       | 未设立           |
| 第2届（1928年） · 瑞典斯德哥尔摩      | 未设立                                                                                      | 未设立       | 未设立           |
| 第3届（1929年） 匈牙利布达佩斯        | 未设立                                                                                      | 未设立       | 未设立           |
| 第4届（1930年） 德國柏林              | 未设立                                                                                      | 未设立       | 未设立           |
| 第5届（1931年） 匈牙利布达佩斯        | 未设立                                                                                      | 未设立       | 未设立           |
| 第6届（1932年） · 捷克斯洛伐克布拉格  | 未设立                                                                                      | 未设立       | 未设立           |
| 第7届（1933年） · 奥地利巴登          | 未设立                                                                                      | 未设立       | 未设立           |
| 第8届（1934年） · 法國巴黎            | 德國(安妮塔·菲古思/安玛丽·汉施/阿斯特丽德·克雷斯巴赫/莫娜·鲁斯特)                           | 匈牙利       | 捷克斯洛伐克     |
| 第9届（1935年） · 英国温布利          | 捷克斯洛伐克(瑪麗·克特內羅娃/格特鲁德·克雷诺娃/瑪麗·什米多娃)                               | 匈牙利       | 德國             |
| 第10届（1936年） · 捷克斯洛伐克布拉格 | 捷克斯洛伐克(瑪麗·克特內羅娃/格特鲁德·克雷诺娃/瑪麗·什米多娃/薇拉·沃特魯布佐娃)             | 德國         | 美国             |
| 第11届（1937年） · 奥地利巴登         | 美国(露絲·阿倫斯/艾米丽·富勒/多洛雷斯·库恩兹/杰西·贝维斯)                                   | 德國         | 捷克斯洛伐克     |
| 第12届（1938年） · 英国温布利         | 捷克斯洛伐克(瑪麗·克特內羅娃/弗拉斯塔·德佩特里索娃/金德里什卡·赫鲁布科娃/薇拉·沃特魯布佐娃) | 英格兰       | 奧地利           |
| 第13届（1939年） · 埃及开罗           | 德國(格特魯德·普里齊/希尔德·巴斯曼)                                                         | 捷克斯洛伐克 | 羅馬尼亞         |
| 第14届（1947年） · 法國巴黎           | 英格兰(伊丽莎白·布莱克本/薇拉·托马斯/玛格丽特·弗兰克斯/玛格丽特·奥斯伯恩)                   | 匈牙利       | 美國             |
| 第14届（1947年） · 法國巴黎           | 英格兰(伊丽莎白·布莱克本/薇拉·托马斯/玛格丽特·弗兰克斯/玛格丽特·奥斯伯恩)                   | 匈牙利       | 捷克斯洛伐克     |
| 第15届（1948年） · 英国温布利         | 英格兰(多拉·拜赖吉/薇拉·托马斯/玛格丽特·弗兰克斯/伊丽莎白·史蒂文顿)                         | 法國         | 捷克斯洛伐克     |
| 第15届（1948年） · 英国温布利         | 英格兰(多拉·拜赖吉/薇拉·托马斯/玛格丽特·弗兰克斯/伊丽莎白·史蒂文顿)                         | 法國         | 羅馬尼亞         |
| 第16届（1949年） · 瑞典斯德哥尔摩     | 美国(佩吉·麦克莱恩/米尔德丽德·沙希安/塞尔玛·塔尔)                                           | 英格兰       | 法國             |
| 第16届（1949年） · 瑞典斯德哥尔摩     | 美国(佩吉·麦克莱恩/米尔德丽德·沙希安/塞尔玛·塔尔)                                           | 英格兰       | 匈牙利           |
| 第17届（1950年） 匈牙利布达佩斯       | 罗马尼亚(薩里·薩斯/安傑莉卡·羅澤亞努/露西·斯拉韋斯庫)                                       | 匈牙利       | 英格兰           |
| 第17届（1950年） 匈牙利布达佩斯       | 罗马尼亚(薩里·薩斯/安傑莉卡·羅澤亞努/露西·斯拉韋斯庫)                                       | 匈牙利       | 捷克斯洛伐克     |
| 第18届（1951年） · 奥地利维也纳       | 罗马尼亚(薩里·薩斯/安傑莉卡·羅澤亞努/埃拉·澤勒/帕拉斯基娃·帕图里)                           | 奥地利       | 蘇格蘭威爾士聯隊 |
| 第18届（1951年） · 奥地利维也纳       | 罗马尼亚(薩里·薩斯/安傑莉卡·羅澤亞努/埃拉·澤勒/帕拉斯基娃·帕图里)                           | 奥地利       | 英格兰           |
| 第19届（1952年） · 印度孟买           | 日本(楢原靜/西村登美江)                                                                     | 羅馬尼亞     | 英格兰           |
| 第20届（1953年） · 羅馬尼亞布加勒斯特 | 罗马尼亚(薩里·薩斯/安傑莉卡·羅澤亞努/埃拉·澤勒)                                             | 英格兰       | 奥地利           |
| 第20届（1953年） · 羅馬尼亞布加勒斯特 | 罗马尼亚(薩里·薩斯/安傑莉卡·羅澤亞努/埃拉·澤勒)                                             | 英格兰       | 匈牙利           |
| 第21届（1954年） · 英国温布利         | 日本(江口富士枝/後藤英子/田中良子/渡邊妃生子)                                               | 匈牙利       | 英格兰           |
| 第22届（1955年） · 荷蘭乌得勒支       | 罗马尼亚(薩里·薩斯/安傑莉卡·羅澤亞努/埃拉·澤勒)                                             | 日本         | 英格兰           |
| 第23届（1956年） · 日本东京           | 罗马尼亚(安傑莉卡·羅澤亞努/埃拉·澤勒)                                                       | 英格兰       | 日本             |
| 第24届（1957年） · 瑞典斯德哥尔摩     | 日本(江口富士枝/難波多慧子/大川富/渡邊妃生子)                                               | 羅馬尼亞     | 中国             |
| 第25届（1959年） · 西德多特蒙德       | 日本(松崎君代/江口富士枝/難波多慧子/山泉和子)                                               |              | 中国             |
| 第26届（1961年） · 中国北京           | 日本(松崎君代/山泉和子/關正子/大川富)                                                       | 中国         | 羅馬尼亞         |
| 第27届（1963年） · 捷克斯洛伐克布拉格 | 日本(松崎君代/山泉和子/關正子/山中教子)                                                     | 羅馬尼亞     | 匈牙利           |
| 第27届（1963年） · 捷克斯洛伐克布拉格 | 日本(松崎君代/山泉和子/關正子/山中教子)                                                     | 羅馬尼亞     | 中国             |
| 第28届（1965年） · 南斯拉夫卢布尔雅那 | 中国(林慧卿/郑敏之/李赫男/梁丽珍)                                                           | 日本         | 英格兰           |
| 第28届（1965年） · 南斯拉夫卢布尔雅那 | 中国(林慧卿/郑敏之/李赫男/梁丽珍)                                                           | 日本         | 羅馬尼亞         |
| 第29届（1967年） · 瑞典斯德哥尔摩     | 日本(深津尚子/森澤幸子/廣田佐枝子/山中教子)                                                 | 苏联         | 匈牙利           |
| 第30届（1969年） · 西德慕尼黑         | 苏联(佐婭·魯德諾娃/莱玛·巴莱斯特/斯维特拉娜·格林贝格/丽塔·博格索娃)                         | 羅馬尼亞     | 日本             |
| 第31届（1971年） · 日本名古屋         | 日本(小和田敏子/今野安子/大關行江/大場惠美子)                                               | 中国         |                  |
| 第32届（1973年） · 南斯拉夫萨拉热窝   | (李艾莉薩/鄭賢淑/金順玉/朴美罗)                                                             | 中国         | 日本             |
| 第33届（1975年） · 印度加尔各答       | 中国(葛新爱/胡玉兰/张立/鄭懷穎)                                                             |              | 日本             |
| 第33届（1975年） · 印度加尔各答       | 中国(葛新爱/胡玉兰/张立/鄭懷穎)                                                             | 匈牙利       |                  |
| 第34届（1977年） · 英国伯明翰         | 中国(葛新爱/張德英/张立/朱香云)                                                             |              | 日本             |
| 第34届（1977年） · 英国伯明翰         | 中国(葛新爱/張德英/张立/朱香云)                                                             |              |                  |
| 第35届（1979年） · 平壤               | 中国(葛新爱/張德英/张立/曹燕华)                                                             |              | 日本             |
| 第35届（1979年） · 平壤               | 中国(葛新爱/張德英/张立/曹燕华)                                                             | 苏联         |                  |
| 第36届（1981年） · 南斯拉夫诺维萨德   | 中国(童玲/張德英/齐宝香/曹燕华)                                                             |              |                  |
| 第36届（1981年） · 南斯拉夫诺维萨德   | 中国(童玲/張德英/齐宝香/曹燕华)                                                             | 苏联         |                  |
| 第37届（1983年） · 日本东京           | 中国(童玲/倪夏莲/耿丽娟/曹燕华)                                                             | 日本         |                  |
| 第37届（1983年） · 日本东京           | 中国(童玲/倪夏莲/耿丽娟/曹燕华)                                                             | 日本         | 苏联             |
| 第38届（1985年） · 瑞典哥德堡         | 中国(童玲/何智丽/耿丽娟/戴丽丽)                                                             |              |                  |
| 第38届（1985年） · 瑞典哥德堡         | 中国(童玲/何智丽/耿丽娟/戴丽丽)                                                             | 荷蘭         |                  |
| 第39届（1987年） · 印度新德里         | 中国(陈静/焦志敏/李惠芬/戴丽丽)                                                             |              | 匈牙利           |
| 第39届（1987年） · 印度新德里         | 中国(陈静/焦志敏/李惠芬/戴丽丽)                                                             | 荷蘭         |                  |
| 第40届（1989年） · 西德多特蒙德       | 中国(陈静/陈子荷/李惠芬/胡小新)                                                             |              | 香港             |
| 第40届（1989年） · 西德多特蒙德       | 中国(陈静/陈子荷/李惠芬/胡小新)                                                             | 匈牙利       |                  |
| 第41届（1991年） · 日本千叶           | 朝韩联队(玄靜和/李粉姬/俞順福/洪次玉)                                                       | 中国         | 法國             |
| 第41届（1991年） · 日本千叶           | 朝韩联队(玄靜和/李粉姬/俞順福/洪次玉)                                                       | 中国         | 匈牙利           |
| 第42届（1993年） · 瑞典哥德堡         | 中国(高军/陈子荷/乔红/邓亚萍)                                                               |              |                  |
| 第42届（1993年） · 瑞典哥德堡         | 中国(高军/陈子荷/乔红/邓亚萍)                                                               | 香港         |                  |
| 第43届（1995年） · 中国天津           | 中国(乔云萍/刘伟/乔红/邓亚萍)                                                               |              | 羅馬尼亞         |
| 第43届（1995年） · 中国天津           | 中国(乔云萍/刘伟/乔红/邓亚萍)                                                               | 香港         |                  |
| 第44届（1997年） · 英国曼彻斯特       | 中国(王晨/李菊/王楠/邓亚萍/杨影)                                                            |              | 德国             |
| 第44届（1997年） · 英国曼彻斯特       | 中国(王晨/李菊/王楠/邓亚萍/杨影)                                                            |              |                  |
| 第45届（2000年） · 马来西亚吉隆坡     | 中国(张怡宁/李菊/王楠/王辉/孙晋)                                                            | 中華臺北     |                  |
| 第45届（2000年） · 马来西亚吉隆坡     | 中国(张怡宁/李菊/王楠/王辉/孙晋)                                                            | 中華臺北     | 羅馬尼亞         |
| 第46届（2001年） · 日本大阪           | 中国(张怡宁/李菊/王楠/杨影/孙晋)                                                            |              | 日本             |
| 第46届（2001年） · 日本大阪           | 中国(张怡宁/李菊/王楠/杨影/孙晋)                                                            |              |                  |
| 第47届（2004年） · 多哈               | 中国(张怡宁/李菊/王楠/牛剑锋/郭跃)                                                          | 中國香港     | 日本             |
| 第48届（2006年） · 德国不來梅         | 中国}(张怡宁/李晓霞/王楠/郭焱/郭跃)                                                         | 中国香港     | 白俄羅斯         |
| 第48届（2006年） · 德国不來梅         | 中国}(张怡宁/李晓霞/王楠/郭焱/郭跃)                                                         | 中国香港     | 日本             |
| 第49届（2008年） · 中国廣州           | 中国(张怡宁/李晓霞/王楠/郭焱/郭跃)                                                          | 新加坡       | 日本             |
| 第49届（2008年） · 中国廣州           | 中国(张怡宁/李晓霞/王楠/郭焱/郭跃)                                                          | 新加坡       | 中國香港         |
| 第50届（2010年） · 俄羅斯莫斯科       | 新加坡(冯天薇/李佳薇/孙蓓蓓/王越古/于梦雨)                                                  | 中国         | 日本             |
| 第50届（2010年） · 俄羅斯莫斯科       | 新加坡(冯天薇/李佳薇/孙蓓蓓/王越古/于梦雨)                                                  | 中国         |                  |
| 第51届（2012年） · 德国多特蒙德       | 中国(刘诗雯/李晓霞/丁宁/郭焱/郭跃)                                                          | 新加坡       |                  |
| 第51届（2012年） · 德国多特蒙德       | 中国(刘诗雯/李晓霞/丁宁/郭焱/郭跃)                                                          | 新加坡       | 中國香港         |
| 第52屆（2014年） · 日本東京           | 中国(刘诗雯/李晓霞/丁宁/朱雨玲/陈梦)                                                        | 日本         | 新加坡           |
| 第52屆（2014年） · 日本東京           | 中国(刘诗雯/李晓霞/丁宁/朱雨玲/陈梦)                                                        | 日本         | 中國香港         |
| 第53屆（2016年） · 马来西亚吉隆坡     | 中国(刘诗雯/李晓霞/丁宁/朱雨玲/陈梦)                                                        | 日本         | 中華臺北         |
| 第53屆（2016年） · 马来西亚吉隆坡     | 中国(刘诗雯/李晓霞/丁宁/朱雨玲/陈梦)                                                        | 日本         |                  |
| 第54屆（2018年） · 瑞典哈尔姆斯塔德   | 中国(刘诗雯/王曼昱/丁宁/朱雨玲/陈梦)                                                        | 日本         | 中國香港         |
| 第54屆（2018年） · 瑞典哈尔姆斯塔德   | 中国(刘诗雯/王曼昱/丁宁/朱雨玲/陈梦)                                                        | 日本         | 朝韓聯隊         |
| 第55屆（2020年） · 釜山               | 取消                                                                                        | 取消         | 取消             |
| 第56屆（2022年） · 中国成都           | 中国(陈梦/王曼昱/孙颖莎/王艺迪/陈幸同)                                                      | 日本         | 中華臺北         |
| 第56屆（2022年） · 中国成都           | 中国(陈梦/王曼昱/孙颖莎/王艺迪/陈幸同)                                                      | 日本         | 德国             |
| 第57屆（2024年） · 釜山               | 中国(陈梦/王曼昱/孙颖莎/王艺迪/陈幸同)                                                      | 日本         | 法國             |
| 第57屆（2024年） · 釜山               | 中国(陈梦/王曼昱/孙颖莎/王艺迪/陈幸同)                                                      | 日本         | 中國香港         |